# Jonzac
Jonzac () est une commune du Sud-Ouest de la France, située dans la partie méridionale du département de la Charente-Maritime (région Nouvelle-Aquitaine). Ses habitants sont appelés les Jonzacais et Jonzacaises.
Baignée par la Seugne qui y écoule ses eaux dans un méandre, la cité s'est développée originellement sur deux collines de la rive droite, les monts Balaguier et Montguimar, où se dressent ses deux principaux monuments : l'église Saint-Gervais-Saint-Protais et le château, dont l'une des tours qui sert de beffroi est visible de loin.
Pôle administratif et ville commerciale particulièrement active, elle est l'une des quatre sous-préfectures de la Charente-Maritime et abrite le siège de la Communauté de communes de la Haute Saintonge. Jonzac est la première agglomération urbaine du Pays de Haute-Saintonge, regroupant 5 396 habitants en 2021, se situant nettement avant Pons et Montendre, les deux autres centres urbains de la Saintonge méridionale. Elle est au cœur d'une aire d'attraction qui la place au 6e rang en Charente-Maritime avec 16 316 habitants en 2021.
Station thermale depuis 1986, la ville s'est dotée d'un centre culturel, de nombreux équipements sportifs, d'un cinéma, d'un casino et d'un centre de loisirs aquatiques, Les Antilles de Jonzac, qui en font également une destination touristique de plus en plus fréquentée. Elle appartient depuis 2015 aux Plus Beaux Détours de France.

## Géographie

### Une situation géographique particulière
Jonzac est située dans la partie méridionale de la Charente-Maritime qui correspond à la Haute Saintonge. Appartenant au midi atlantique, elle peut être rattachée à deux grands ensembles géographiques, le Grand Ouest français et le Grand Sud-Ouest français.
La ville est assez éloignée de la préfecture départementale, La Rochelle, qui se trouve à 105 km au nord-ouest alors qu'Angoulême, préfecture du département voisin de la Charente, n'est distante que de 55 km à l'est. L'influence urbaine de cette dernière y est davantage ressentie. C'est cet éloignement géographique de la préfecture de la Charente-Maritime qui a permis à Jonzac, petite ville de moins de 4 000 habitants, de devenir sous-préfecture dès 1800 pour une plus grande proximité de l'administration en Sud-Saintonge.
De plus, Bordeaux, préfecture de la Gironde et capitale régionale, n'est située qu'à 90 km au sud-ouest. Le rayonnement urbain de cette métropole régionale y est particulièrement prégnant, d'autant que Jonzac est reliée directement à cette dernière par la ligne ferroviaire à deux voies Bordeaux-Nantes.

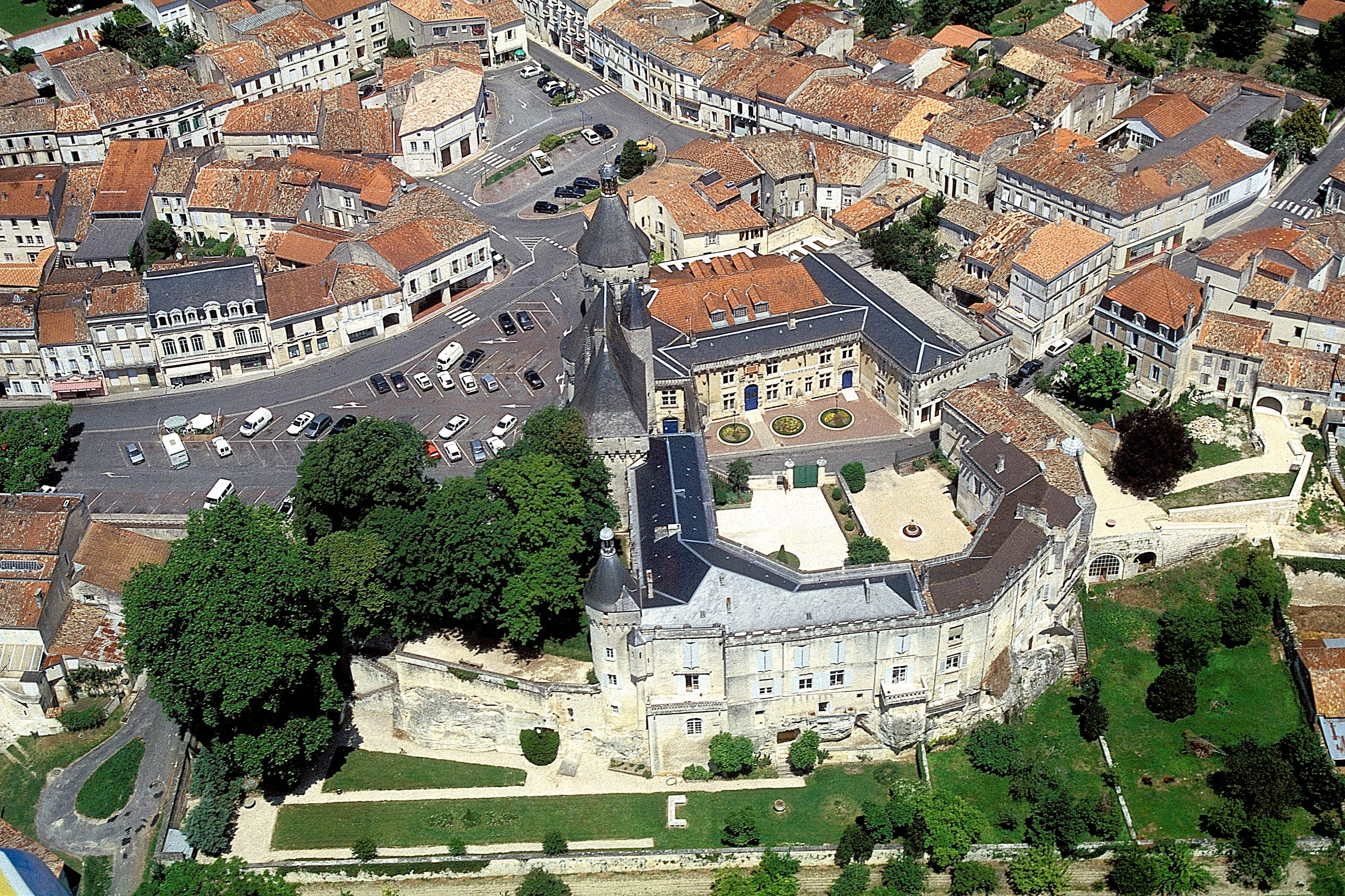
Vue aérienne du centre historique de Jonzac et de son château.

Par rapport aux autres villes proches de Jonzac, Saintes dont l'influence urbaine s'y fait nettement ressentir est située à 42 km au nord-ouest tandis que Pons est à peu près à mi-chemin entre ces deux villes, se trouvant à 20 km, également au nord-ouest de Jonzac. La cité est reliée à ces deux villes par la voie ferrée Bordeaux-Nantes et par la D 142 jusqu'à Pons, puis la RD 137 - ex-RN 137 - jusqu'à Saintes.
Barbezieux-Saint-Hilaire, ancienne sous-préfecture de la Charente, n'est distante que de 23 km à l'est et se trouve sur l'axe routier qui relie Angoulême à Jonzac via la RN 10 jusqu'à Barbezieux, puis la D 3 depuis cette dernière. Les échanges urbains entre ces deux villes de la Saintonge — que séparent seulement les limites départementales depuis la Constituante de 1790 — demeurent toujours actifs, d'autant qu'elles sont de taille comparable et qu'elles sont toutes les deux situées dans le vignoble du Cognac. De même en est-il avec Cognac, la célèbre cité des eaux de vie n'étant distante que de 32 km au nord via le chef-lieu de canton Archiac, situé en limite des départements de la Charente et de la Charente-Maritime et appartenant à l'arrondissement de Jonzac.
Enfin, Jonzac est relativement proche de la côte atlantique et, plus précisément de l'estuaire de la Gironde, Royan, la grande station balnéaire et touristique de la côte charentaise, étant située à 61 km à l'ouest via Saint-Genis-de-Saintonge et Cozes.
Jonzac n'est pas reliée directement à une autoroute comme l'est Pons au nord-ouest, elle est située à 17 km de l'échangeur de l'A10 – no 37 –, aux portes de Mirambeau, chef-lieu de canton appartenant également à l'arrondissement de Jonzac.
Cette situation géographique particulière de Jonzac dans le sud de la Charente-Maritime en a fait un carrefour de communications routières important que les contraintes de son site naturel (collines escarpées, vallée encaissée de la Seugne) ont longtemps gêné.

### Un site urbain contraignant
La ville est bâtie sur deux collines sur les bords de la Seugne, affluent de rive gauche la Charente, l'un des plus longs du fleuve. Les méandres de la Seugne traversent la commune du sud-est vers le nord-ouest et la rivière se caractérise par quelques petites îles inondables et des cascatelles. Les abords plus ou moins abrupts de sa vallée sont occupées par des jardinets tandis que les parties basses et inondables sont le domaine des prairies naturelles.

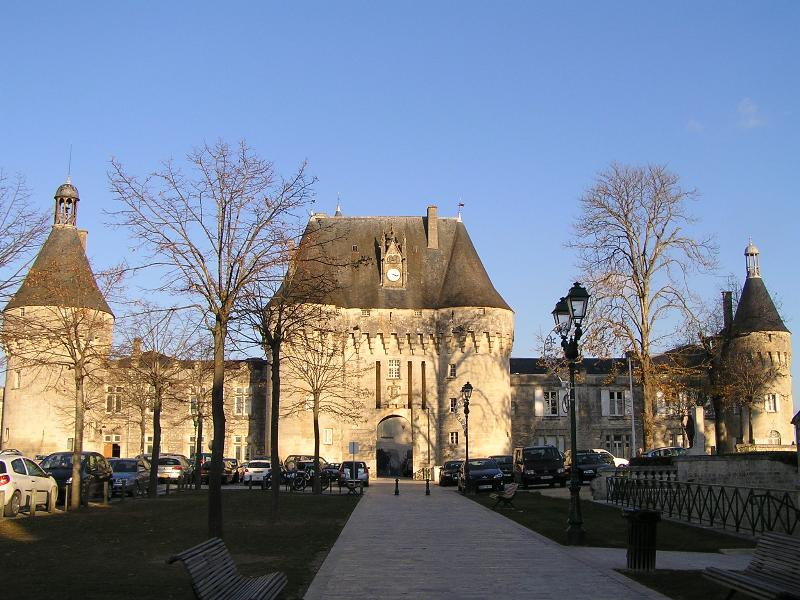
Le château de Jonzac est bâti au sommet de la colline Montguimar.

En fait, le site urbain de Jonzac est plus complexe qu'il n'y paraît. La ville occupe un site de méandre et s'est originellement développée sur la rive droite de la Seugne, sur la partie escarpée d'une colline facile à défendre. C'est ici que le château fut primitivement édifié au XIe siècle, répondant ainsi à des critères stratégiques et défensifs. C'était la « Cité », ceinte par des remparts. Puis, sur l'autre colline que sépare un vallon sec, s'est développé le « quartier de l'église », né en même temps que la Cité.
Le développement urbain, sur la rive gauche, fut plus tardif. Il prit son essor avec l'implantation d'un couvent des Carmélites en 1505 qui donna son nom au nouveau faubourg, le faubourg des Carmes où « œuvraient des artisans, mégissiers, tanneurs, tonneliers ». C'est également sur la rive gauche que les carrières de pierres calcaires commencèrent à être activement exploitées à partir du XVIe siècle et elles jouèrent un rôle important dans l'économie comme dans l'histoire de la ville.
Ces deux parties de la ville que sépare la rivière constituent aujourd'hui le noyau urbain originel de Jonzac et qui est resté tel quel pendant de longs siècles jusqu'à la seconde moitié du XIXe siècle.

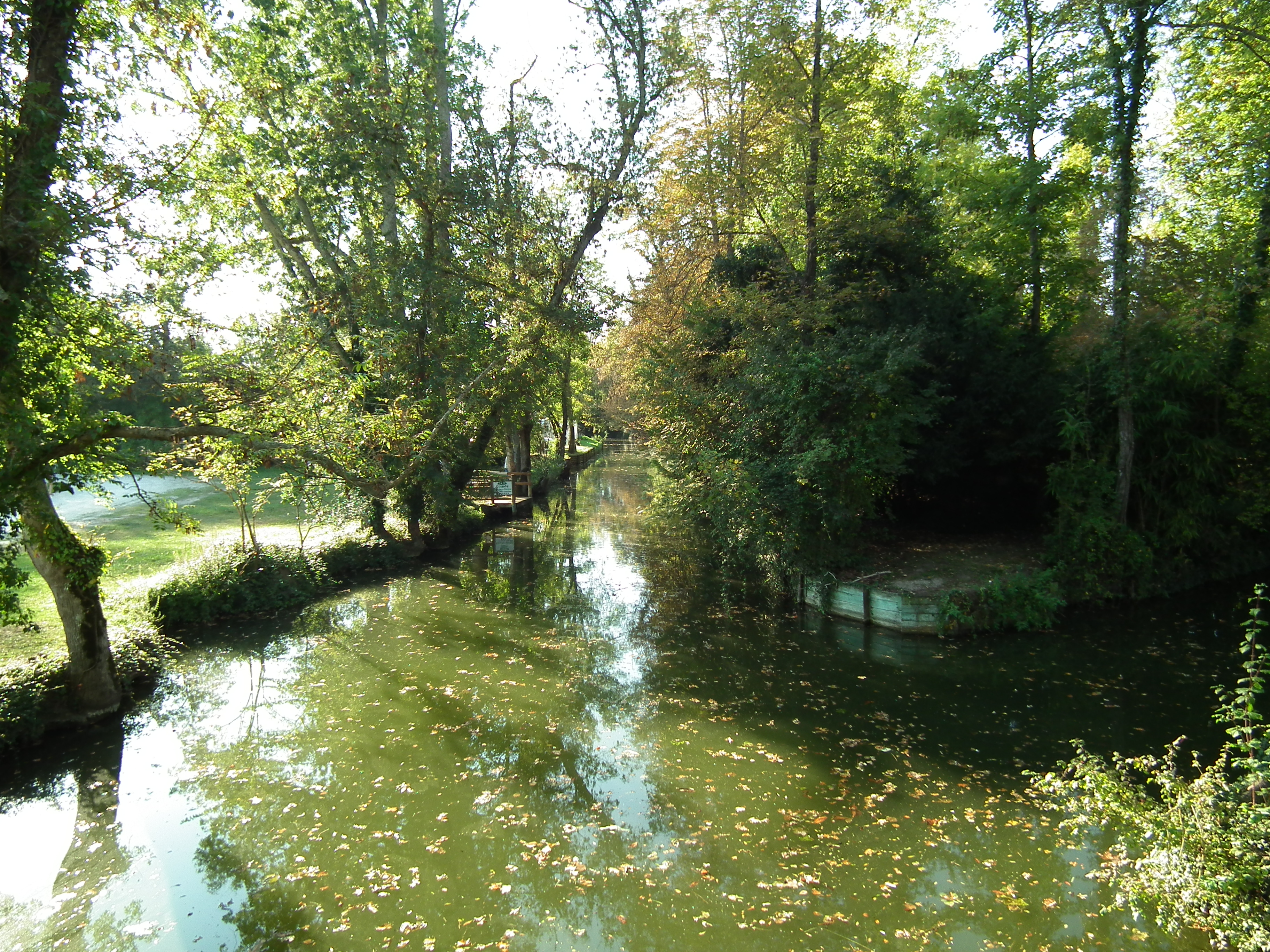
La Seugne s'écoule paisiblement au pied de la colline Montguimar, formant un cadre bucolique.

Le développement urbain contemporain s'est effectué principalement sur la rive gauche de la Seugne avec l'implantation de la voie ferroviaire et de la gare tout à la fin du Second Empire à partir de janvier 1870. La rive gauche a toujours eu un caractère plus industriel que la rive droite, quartier voué par excellence aux commerces et aux administrations.
Mais l'expansion urbaine actuelle, celle qui a débuté dans les années 1960 et s'est prolongée jusqu'au seuil des années 1980, a débordé le cœur historique de la ville et s'est faite principalement vers l'ouest en suivant la vallée de la Seugne et vers le nord. Lors de cette extension du bâti urbain, composé de résidences HLM et de lotissements pavillonnaires, Jonzac s'est progressivement soudée aux villages voisins de Saint-Germain-de-Lusignan, où une zone industrielle a été aménagée ainsi qu'un centre de formation professionnelle relevant de la Chambre des Métiers, et de Saint-Martial-de-Vitaterne, où un important centre hospitalier psychiatrique a été édifié. Jonzac forme donc une agglomération urbaine de 5 183 habitants en 2007.
En raison des conditions particulières de son site urbain et de l'étroitesse de son finage communal, Jonzac fait partie des communes urbaines les moins étendues du département, la ville manque de terrains à construire qui limitent considérablement son développement urbain actuel. C'est pourquoi depuis 1982, Jonzac voit sa population décroître régulièrement alors que les deux communes de son agglomération urbaine et celles situées en périphérie ne cessent de gagner de la population. Il n'est donc pas exagéré de dire que la croissance urbaine de Jonzac « se déploie » dans son canton.
La ville occupe en 2017 la superficie de 13,2 km2.

### Communes limitrophes
Les communes limitrophes sont  Champagnac, Ozillac, Réaux sur Trèfle, Saint-Germain-de-Lusignan, Saint-Martial-de-Vitaterne et Saint-Simon-de-Bordes.
| Saint-Martial-de-Vitaterne | Saint-Germain-de-Lusignan | Réaux sur Trèfle |
| Saint-Germain-de-Lusignan  | Jonzac                    | Champagnac       |
| Saint-Simon-de-Bordes      | Ozillac                   |                  |

### Géologie
Le bassin de Jonzac est en grande partie constitué par des formations du Crétacé supérieur.
Un forage géothermique réalisé à Jonzac en 1979 a confirmé l’existence d’eau géothermique à 65 °C (± 5 °C) dans les grès et calcaire du Trias entre 1 671 et 1 871 mètres de profondeur. Un second forage a également été réalisé en 1993.

### Climat
Le climat est de type océanique aquitain : la pluviométrie est relativement élevée en automne et en hiver et les hivers sont doux. L'été reste tempéré grâce à la brise marine. Deux vents venant de l'océan, le noroît et le suroît, soufflent sur les côtes du département. L'ensoleillement de la côte charentaise est très important : avec 2 250 heures par an, il est comparable à celui que connaît une partie de la côte méditerranéenne.

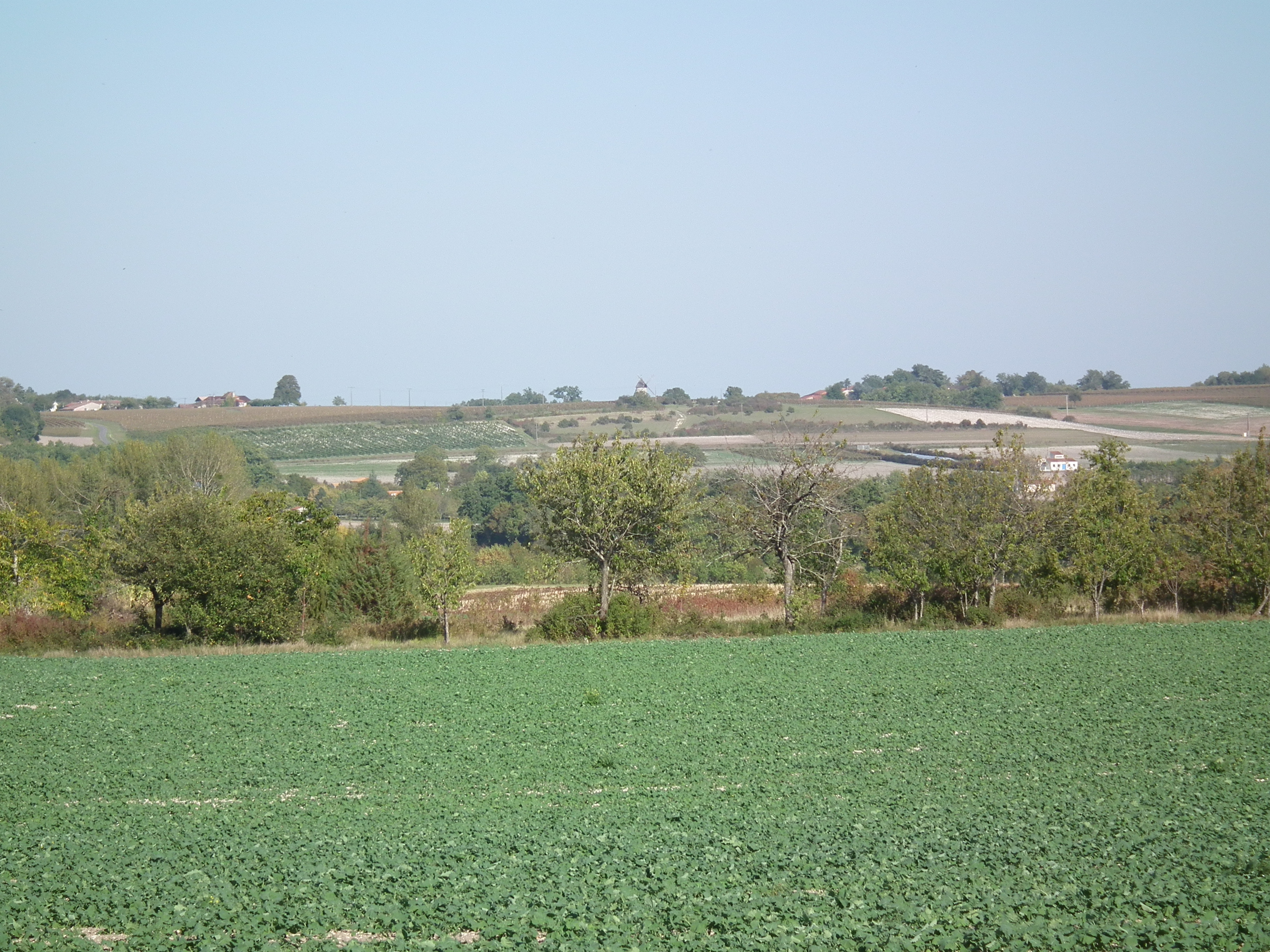
Paysage de « champagne » aux abords de Jonzac.

Les relevés de la station météorologique de La Rochelle entre 1946 et 2000 permettent de déterminer quelques dates majeures au point de vue climatique en Charente-Maritime : ainsi, au cours de cette période, la température la plus froide est relevée le 15 février 1956 : −13,6 °C. 
Un pic de température (dépassé seulement au cours de la canicule de 2003) est atteint le 8 juillet 1982 avec près de 39 °C à l'ombre. 
Si 1953 est considérée comme l'année la plus sèche, 2000 est au contraire la plus pluvieuse.
La Charente-Maritime est le département français le plus durement touché par la tempête Martin du 27 décembre 1999. Les records nationaux de vents enregistrés sont atteints avec 198 km/h sur l'île d'Oléron et 194 km/h à Royan.
Le tableau suivant résume les principales données climatiques de la station de Météo-France de Cognac (environ 30 kilomètres à l'est).

#### Données générales
| Ville             | Ensoleillement · (h/an) | Pluie · (mm/an) | Neige · (j/an) | Orage · (j/an) | Brouillard · (j/an) |
| ----------------- | ----------------------- | --------------- | -------------- | -------------- | ------------------- |
| Médiane nationale | 1 852                   | 835             | 16             | 25             | 50                  |
| Jonzac            | 1943                    | 791,4           | 5              | 23             | 61                  |
| Paris             | 1 717                   | 634             | 13             | 20             | 26                  |
| Nice              | 2 760                   | 791             | 1              | 28             | 2                   |
| Strasbourg        | 1 747                   | 636             | 26             | 28             | 69                  |
| Brest             | 1 555                   | 1 230           | 6              | 12             | 78                  |
| Bordeaux          | 2 070                   | 987             | 3              | 32             | 78                  |

#### Données météorologiques à Saint-Germain-de-Lusignan
| Mois                              | jan. | fév. | mars | avril | mai  | juin | jui. | août | sep. | oct. | nov.  | déc.  | année |
| --------------------------------- | ---- | ---- | ---- | ----- | ---- | ---- | ---- | ---- | ---- | ---- | ----- | ----- | ----- |
| Température minimale moyenne (°C) | 2,8  | 3    | 5,1  | 6,7   | 10,5 | 13,2 | 14,8 | 14,5 | 11,7 | 9,7  | 5,5   | 3,2   | 8,4   |
| Température moyenne (°C)          | 5,9  | 6,9  | 9,8  | 11,8  | 16,2 | 18,9 | 20,6 | 20,7 | 17,5 | 14,2 | 9     | 6,3   | 13,2  |
| Température maximale moyenne (°C) | 9    | 10,8 | 14,6 | 16,9  | 21,8 | 24,6 | 26,4 | 26,9 | 23,4 | 18,7 | 12,5  | 9,4   | 17,9  |
| Précipitations (mm)               | 89,7 | 65,4 | 67   | 78,2  | 75,7 | 63   | 56,6 | 56,7 | 69   | 98,5 | 103,4 | 108,3 | 931,5 |

## Urbanisme

### Typologie
Au 1er janvier 2024, Jonzac est catégorisée bourg rural, selon la nouvelle grille communale de densité à 7 niveaux définie par l'Insee en 2022.
Elle appartient à l'unité urbaine de Jonzac, une agglomération intra-départementale dont elle est ville-centre,. Par ailleurs la commune fait partie de l'aire d'attraction de Jonzac, dont elle est la commune-centre,. Cette aire, qui regroupe 35 communes, est catégorisée dans les aires de moins de 50 000 habitants,.

### Occupation des sols

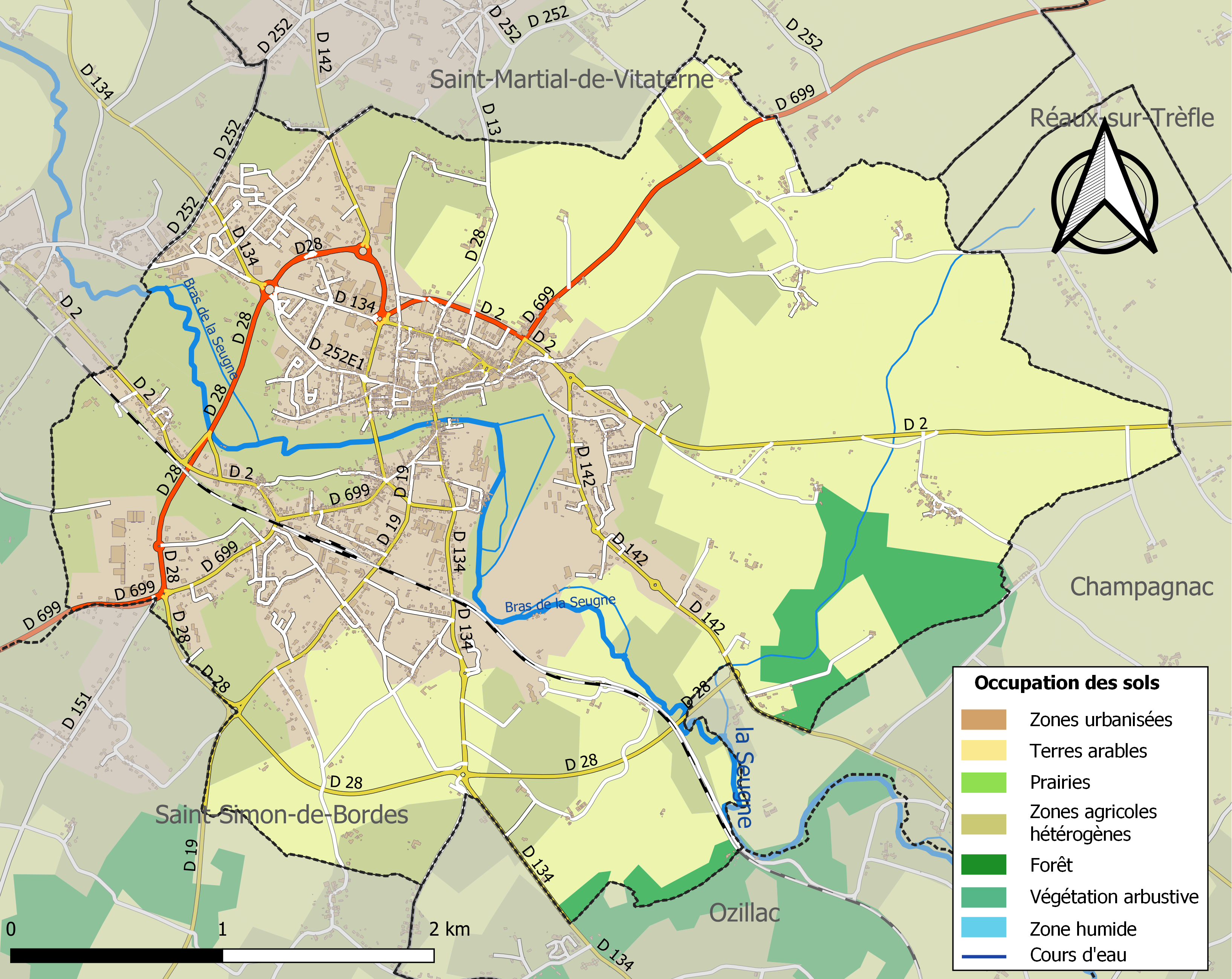
Carte des infrastructures et de l'occupation des sols de la commune en 2018 (CLC).

L'occupation des sols de la commune, telle qu'elle ressort de la base de données européenne d’occupation biophysique des sols Corine Land Cover (CLC), est marquée par l'importance des territoires agricoles (69,2 % en 2018), en diminution par rapport à 1990 (77,5 %). La répartition détaillée en 2018 est la suivante : 
cultures permanentes (28,6 %), zones urbanisées (26,5 %), zones agricoles hétérogènes (25,8 %), terres arables (14,9 %), forêts (4,3 %). L'évolution de l’occupation des sols de la commune et de ses infrastructures peut être observée sur les différentes représentations cartographiques du territoire : la carte de Cassini (XVIIIe siècle), la carte d'état-major (1820-1866) et les cartes ou photos aériennes de l'IGN pour la période actuelle (1950 à aujourd'hui).

### Voies de communication et transports
Par la route, Jonzac se trouve à environ 1/4 d'heure de l'autoroute A10 et est à 1 heure de Bordeaux, 1 heure 30 de La Rochelle, 45 minutes de Royan et 30 minutes de Saintes et de Cognac. La ville est en outre une des étapes d'un sentier de grande randonnée balisé, le GR 360.
La gare de Jonzac est située sur la ligne de Chartres à Bordeaux-Saint-Jean. Deux AR (allers-retours) quotidiens en autocar permettent également de rejoindre Angoulême en une heure, pour la correspondance TGV vers Paris. De plus, on dénombre 9 AR, via Bordeaux, chacun en moins de 4 heures, contre 5 à 6 auparavant, d'où une augmentation de trafic de près de 50 % depuis 2017.
Jonzac possède également un aérodrome, l'aérodrome de Jonzac - Neulles, situé sur la commune de Saint-Germain-de-Lusignan.

### Risques majeurs
Le territoire de la commune de Jonzac est vulnérable à différents aléas naturels : météorologiques (tempête, orage, neige, grand froid, canicule ou sécheresse), inondations, mouvements de terrains et séisme (sismicité faible). Il est également exposé à un risque technologique,  le transport de matières dangereuses, et à un risque particulier : le risque de radon. Un site publié par le BRGM permet d'évaluer simplement et rapidement les risques d'un bien localisé soit par son adresse soit par le numéro de sa parcelle.

#### Risques naturels
Certaines parties du territoire communal sont susceptibles d’être affectées par le risque d’inondation par débordement de cours d'eau, notamment la Seugne. La commune a été reconnue en état de catastrophe naturelle au titre des dommages causés par les inondations et coulées de boue survenues en 1982, 1986, 1993, 1999, 2010 et 2018,.

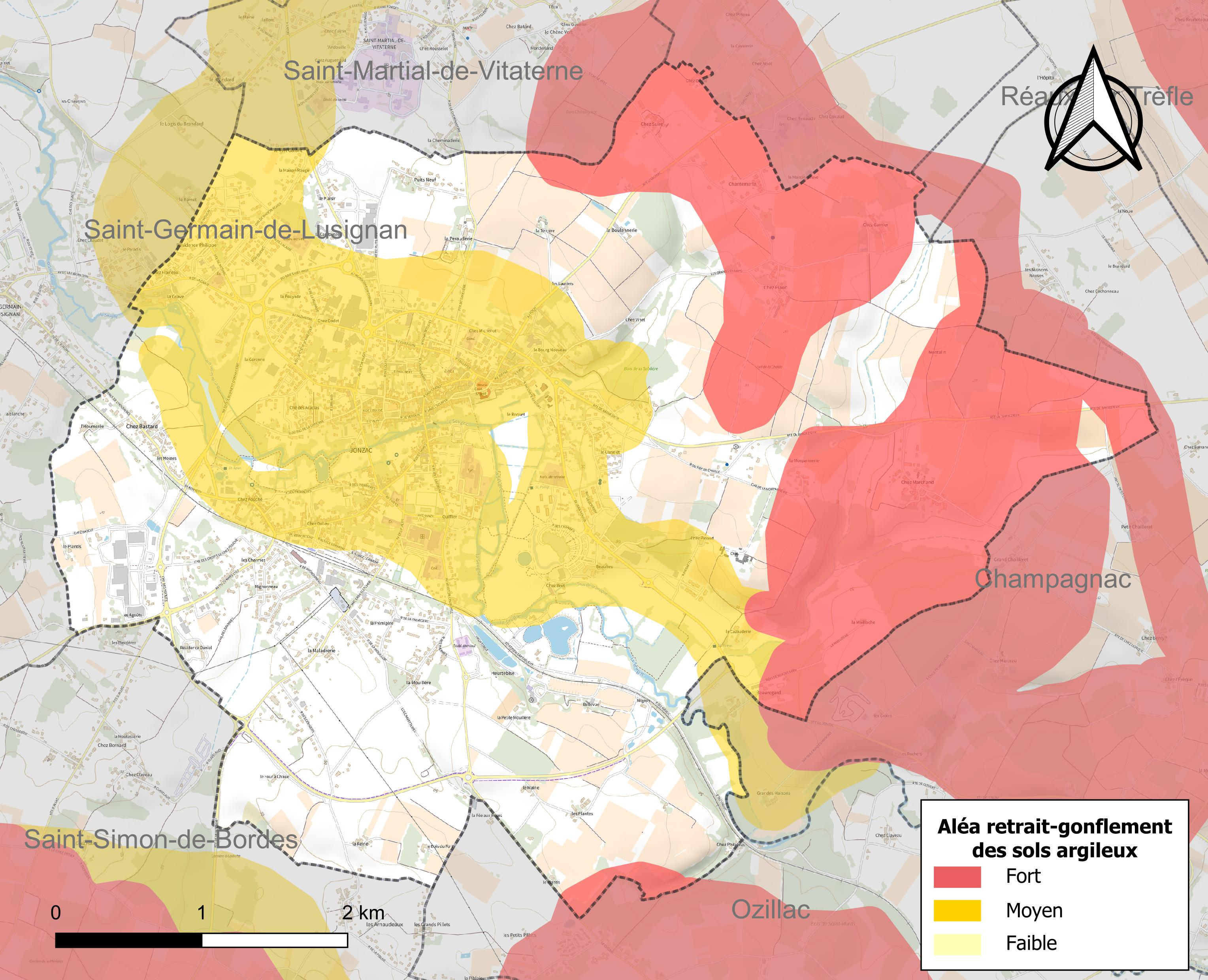
Carte des zones d'aléa retrait-gonflement des sols argileux de Jonzac.

Les mouvements de terrains susceptibles de se produire sur la commune sont des affaissements et effondrements liés aux cavités souterraines (hors mines) et des tassements différentiels. Par ailleurs, afin de mieux appréhender le risque d’affaissement de terrain, l'inventaire national des cavités souterraines permet de localiser celles situées sur la commune.
Le retrait-gonflement des sols argileux est susceptible d'engendrer des dommages importants aux bâtiments en cas d’alternance de périodes de sécheresse et de pluie. 53,2 % de la superficie communale est en aléa moyen ou fort (54,2 % au niveau départemental et 48,5 % au niveau national). Sur les 1 907 bâtiments dénombrés sur la commune en 2019,  1 406 sont en aléa moyen ou fort, soit 74 %, à comparer aux 57 % au niveau départemental et 54 % au niveau national. Une cartographie de l'exposition du territoire national au retrait gonflement des sols argileux est disponible sur le site du BRGM,.
Par ailleurs, afin de mieux appréhender le risque d’affaissement de terrain, l'inventaire national des cavités souterraines permet de localiser celles situées sur la commune.
Concernant les mouvements de terrains, la commune a été reconnue en état de catastrophe naturelle au titre des dommages causés par la sécheresse en 1989, 1991, 1992, 2003, 2005 et 2009 et par des mouvements de terrain en 1999 et 2010.

#### Risques technologiques
Le risque de transport de matières dangereuses sur la commune est lié à sa traversée par une ou des infrastructures routières ou ferroviaires importantes ou la présence d'une canalisation de transport d'hydrocarbures. Un accident se produisant sur de telles infrastructures est susceptible d’avoir des effets graves sur les biens, les personnes ou l'environnement, selon la nature du matériau transporté. Des dispositions d’urbanisme peuvent être préconisées en conséquence.

#### Risque particulier
Dans plusieurs parties du territoire national, le radon, accumulé dans certains logements ou autres locaux, peut constituer une source significative d’exposition de la population aux rayonnements ionisants. Certaines communes du département sont concernées par le risque radon à un niveau plus ou moins élevé. Selon la classification de 2018, la commune de Jonzac est classée en zone 2, à savoir zone à potentiel radon faible mais sur lesquelles des facteurs géologiques particuliers peuvent faciliter le transfert du radon vers les bâtiments.

## Environnement
Une partie de la commune est intégrée à une zone protégée en raison de la richesse de son écosystème (prairies hygrophiles ou méso-hyprophiles, forêts alluviales, garrigues).

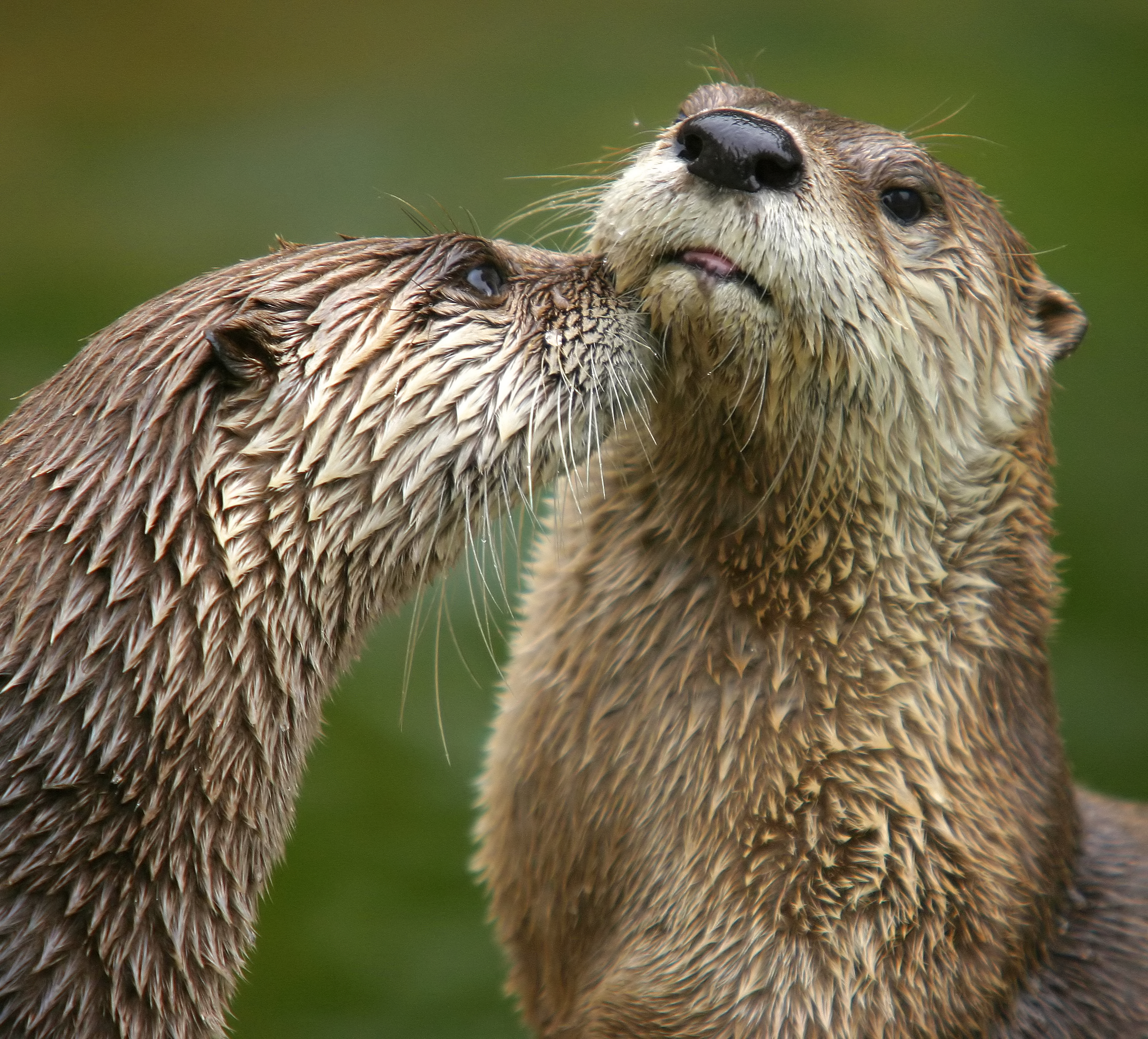
La loutre est une des nombreuses espèces fréquentant les berges de la Seugne.

Les bords de Seugne constituent un espace d'une grande richesse écologique. Multitude de ponts et passerelles enjambent la rivière au cœur de la ville historique, et une promenade (mail de Seugne) a été aménagée le long de quelques-uns de ses bras. Elle se compose d'un parcours-santé, d'un arboretum et d'une aire de loisirs pour les enfants. La haute vallée de la Seugne, formée d'une série de biefs, est un site protégé dans le cadre du réseau de protection des espaces naturels de grande valeur patrimoniale Natura 2000 (classement en « site d'importance communautaire »). Le site abrite une communauté de visons d'Europe parmi les plus importantes de la région. La faune est également représentée par la loutre, le grand rhinolophe, l'agrion de Mercure et la cistude d'Europe. La haute vallée de la Seugne est en outre intégrée à une zone naturelle d'intérêt écologique, faunistique et floristique de classe II (grands espaces naturels riches) couvrant 8 % du territoire communal.
Les carrières de Bellevue constituent un autre site protégé dans le cadre du réseau Natura 2000 (classement en « site d'importance communautaire »), par ailleurs inscrit dans une zone naturelle d'intérêt écologique, faunistique et floristique de classe I (petits espaces homogènes). Le site se compose de cavernes (anciennes carrières), de maquis et de garrigues. L'endroit est apprécié des rhinolophes, qui viennent y hiberner.
Plusieurs sentiers de promenade ont été aménagés dans la partie sud de la ville. Au gré des bras de la Seugne, des forêts et des prairies, ils conduisent à un parc floral et à la base de loisirs d'Heurtebise.
La commune a jusqu'à présent (2011) fait l'objet de treize arrêtés de reconnaissance de catastrophe naturelle, dont quatre pour des mouvements de terrain et neuf pour des inondations. La commune abrite sept établissements (non Seveso) susceptibles de présenter des risques technologiques potentiels.

## Toponymie
En latin médiéval, Jonzac est nommée Joenzacus, Joenzazinsis vicaria, Joviniacum, Junctiacum, Jonzacum, Yonsium,,,,, et plus tardivement Yonssac en français et Jhonzat en saintongeais.
Ce nom dériverait d'un gentilice gallo-romain, soit Jucundus, soit Juventius, associé au suffixe gaulois -acum. Jonzac serait donc à l'origine le « domaine de Jucundus » ou le « domaine de Juventius », faisant référence à un habitant du lieu, peut-être celui de la villa gallo-romaine découverte à l'est du bourg,.
L'histoire de la Charente-Maritime suggère une autre étymologie. En 285, la Saintonge est intégrée à la province de l'Aquitaine Seconde par Dioclétien, qui prend en 286 le surnom de Jovius (de Jupiter), dont l'adjectif dérivé est jovianus. Jovianicum : « domaine de Dioclétien » ou « sanctuaire de Jupiter », c'est ainsi que le site de Jonzac aurait pu être nommé en l'honneur de l'empereur romain qui venait de restructurer la Gaule.

## Histoire

### Préhistoire
On a retrouvé dans la commune de nombreux vestiges préhistoriques. La découverte récente d'un site du Moustérien au lieu-dit Chez Pinaud prouve que les hommes de Néandertal s'abritaient non loin des méandres de la Seugne. C'est le second site néandertalien connu, après Chagyrskaya (Altaï sibérien), à dévoiler des outils en os. Ils y sont aussi nombreux que ceux en silex, et très divers : percuteurs, couteaux, racloirs, ciseaux, lissoirs. Il s'agit d'une véritable industrie, destinée à des activités variées et nécessitant différentes mises en œuvre. Les outils ont été identifiés à partir des traces de fabrication et d'utilisation présentes en surface, mais aussi à l'intérieur par microtomographie aux rayons X. Ils ont été fabriqués essentiellement par fracturation, à la différence de ceux d'Homo sapiens, mis en forme principalement par raclage et abrasion,.

### Antiquité et Haut Moyen Âge

#### La villa gallo-romaine
La construction du nouveau complexe de loisirs aquatiques des Antilles de Jonzac a mis au jour une villa gallo-romaine, dans un méandre de la Seugne, lors des campagnes de fouilles des étés 2003 et 2004. L'ensemble des constructions d'une superficie de 3 000 m2, daté des IIIe et IVe siècles de notre ère, comprenait notamment un équipement thermal, un mausolée funéraire, une cour agricole et un jardin d'agrément,. La surface d'habitation de 1 500 m2 (100 × 15 m), suggère qu'il s'agissait d'une demeure aristocratique composée d'un corps de bâtiment principal allongé assorti d'une galerie à portiques en façade. Au nord étaient installées les salles de réception, dont une chauffée par le sol ; au centre et au sud, des pièces de servitudes étaient disposées en enfilade et aboutissaient à l'ensemble thermal, dont le décor était constitué d'enduits peints représentant des demi-cercles ornés de plumes de paon. D'autres pièces étaient ornées de vitrages et de mosaïques dont on a retrouvé des fragments. Un deuxième bâtiment de 392 m2 (28 × 14 m) est disposé perpendiculairement, à une centaine de mètres de l'habitation. On suppose que le propriétaire du lieu pouvait s'appeler Juventius ou Jucundus, selon les étymologies proposées pour le nom de Jonzac (voir le paragraphe Toponymie),,.
Son plan est similaire à celui des villas du « Paradis » ou du « Grand Mur » à Romégoux, ou encore des bâtiments agricoles de la villa de Chiragan (Haute-Garonne).

#### La nécropole mérovingienne
Après l'abandon de la villa gallo-romaine, les habitants se sont installés sur la colline de Montguimar, plus près du cours de la Seugne, comme le suggère la nécropole datée de l'époque mérovingienne trouvée sous le parvis de l’église Saint-Gervais-Saint-Protais. Les sarcophages de calcaires contenaient de nombreux artefacts métalliques, des bijoux, des armes mais aussi des fragments de tissu, datés des VIe et VIIe siècles,. Aucune habitation de cette époque n'a en revanche pu être identifiée du fait sans doute d'une architecture en bois.

### Moyen Âge

#### L'empire carolingien

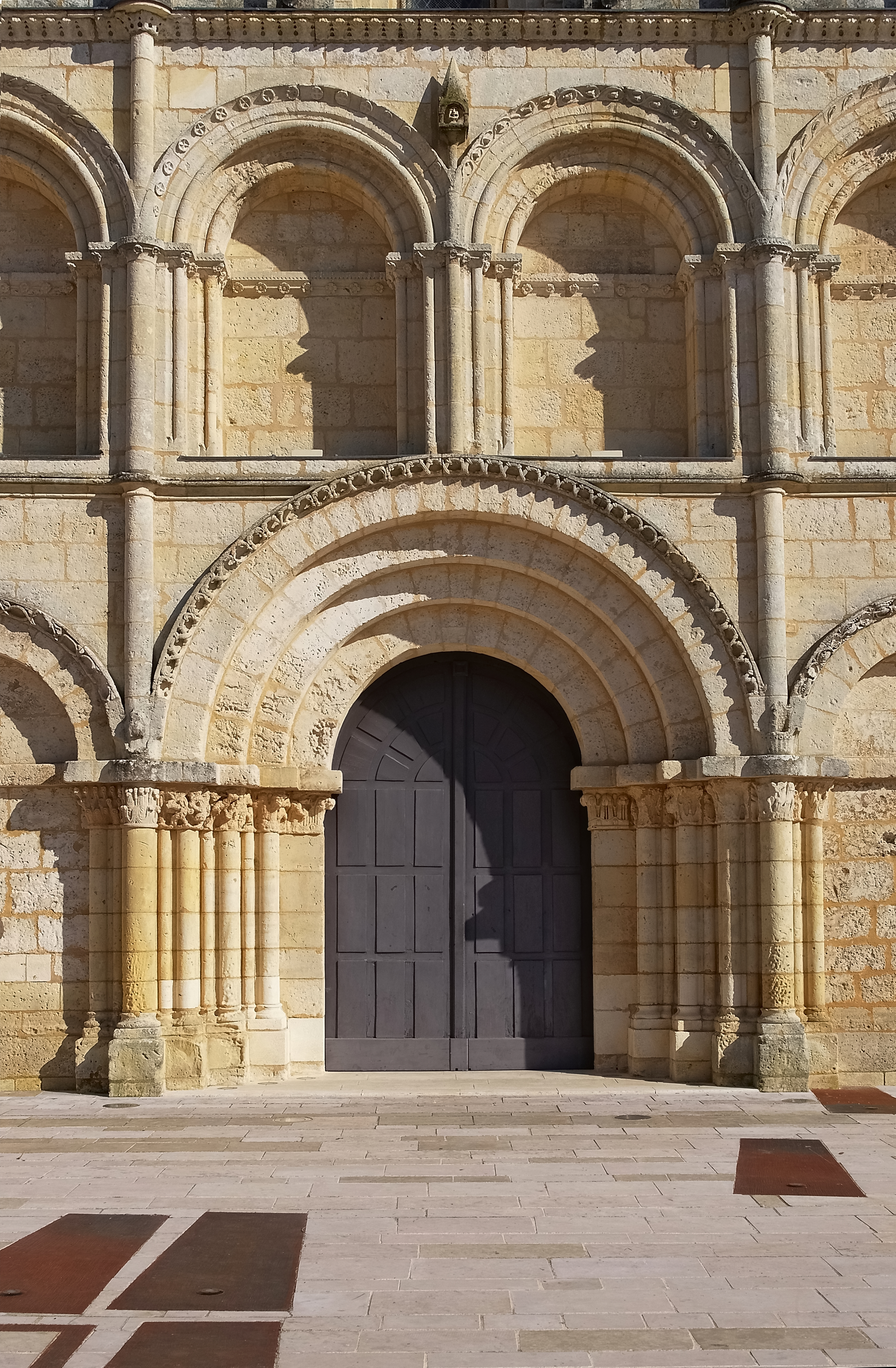
Emplacement des tombes mérovingiennes sur le parvis de l'église Saint-Gervais-Saint-Protais de Jonzac.

À l'époque carolingienne, une partie au moins du site de Jonzac est incluse dans le domaine de Saint-Germain-de-Lusignan qui appartient au vaste patrimoine de l'abbaye de Saint-Germain-des-Près. En effet l'abbaye parisienne dispose d'un vaste réseau spirituel et économique le long des grandes voies de communications terrestres et fluviales de l'empire carolingien, depuis la vallée de la Seine jusqu'à la Belgique, la Suisse, en passant par la Bourgogne et le Morvan.
La villa du domaine de Saint-Germain-de-Lusignan est mentionnée pour la première fois vers 830, dans un acte de Pépin Ier roi d'Aquitaine, petit-fils de Charlemagne. Lusignan est la possession la plus méridionale de Saint-Germain-des-Près. Le réseau va être ébranlé lors des invasions normandes qui ruinent l'abbaye, puis progressivement et définitivement disloqué à partir du XIe siècle sous l'effet du développement de la noblesse qui prend possession des fiefs régionaux.
Une œuvre littéraire du XIIIe siècle, la « Chronique saintongeaise », développe une tradition mettant en scène Charlemagne, l’archevêque Turpin ou encore Saint Anthème le Grec, évêque itinérant, apôtre du Poitou. La Chronique raconte qu'Anthème accompagna Charlemagne en Espagne et s'y fit tuer par les sarrasins. L'empereur ramena en Saintonge la dépouille de ce fidèle compagnon et le fit enterrer à Jonzac, près de l'autel de l'église qui lui fut d'abord consacrée avant de l'être aux Saints Gervais et Protais.
Il est aussi relaté dans la Chronique que la formation du bourg de Jonzac aurait débuté dès l’époque de Charlemagne autour de deux collines, celle de « Montguimar » sur laquelle sera bâtie l’église Saint-Gervais-Saint-Protais, et celle de « Balaguier » dominée par le château ou une tour de guet.

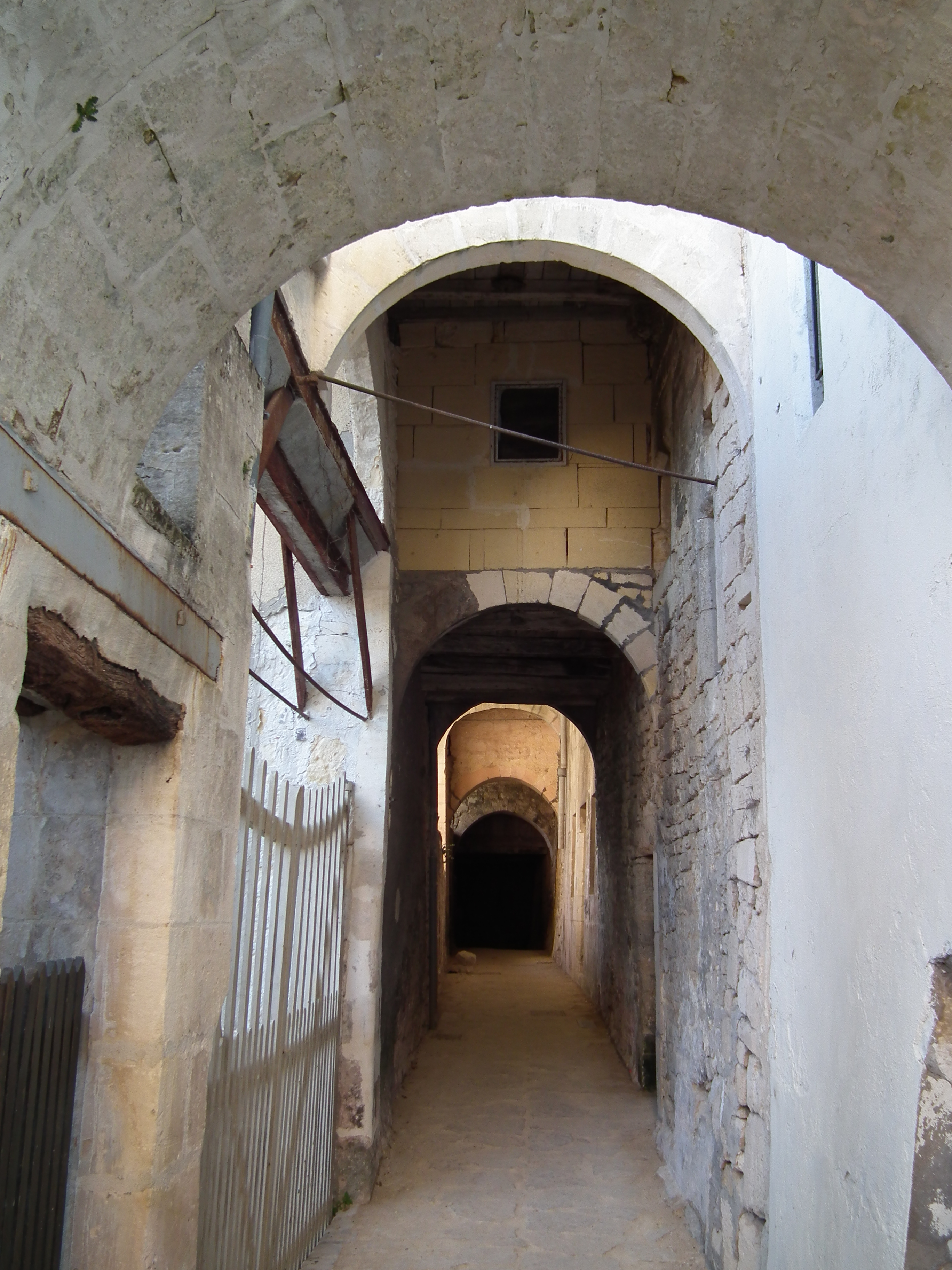
Ruelle médiévale aux abords du château.

#### Un fief abbatial
Au XIe siècle le site de Jonzac est essentiellement un fief abbatial, à la suite de donations de la part de familles nobles. Trois abbayes sont mentionnées : Saint-Germain-des-Près, Baignes, Saint-Jean-d'Angély.
- La famille de Lusignan, en la personne de Hugues IV le Brun, lègue une partie de ses terres à l'abbaye de Saint-Germain-des-Près[32]. Ces terres sont par la suite inféodées par les abbés aux seigneurs de La Rochandry[48],[49] (ou de La Roche-Chandry), à Mouthiers-sur-Boëme.
- Vers l'an 1000, Foucher de Jonzac, sa sœur Emma et son frère Kalon (ou Charles) ont fait donation à l'abbaye de Baignes du quart d'un alleu qu'ils avaient à Barret. La même abbaye reçoit en 1081 la chapelle Notre-Dame du château de Jonzac de la part de Guillaume de la Roche-Chandry.
- Le château de Jonzac est mentionné en 1059 dans le cartulaire de l’abbaye de Saint-Jean-d’Angély[29] dans un acte précisant les détails d’un don fait par Kalon de Jonzac à l'abbaye pour le salut de son âme et de celle ses parents, en ces termes, selon la traduction résumée de Georges Musset :

« Kalon, fils de Fouchier du château de Jonzac, Arnaud, cousin de Kalon et ses fils Hébon et Guillaume, cèdent à l'abbaye la moitié des droits de l'église, la moitié des dîmes de toute espèce et enfin la moitié de tout ce qu'ils possèdent dans leur alleu de Charbonnières. Adémar qui ne rit, Sénégonde, sa sœur, abandonnent également leurs droits et possessions sis au même lieu. Ces dons sont souscrits par Guillaume, vicomte d'Aulnay, Cadelon son fils et d'autres.. »

#### Les seigneurs de Jonzac
La succession des seigneurs de Jonzac devient plus facile à établir à partir de Guillaume II de La Rochandry (mort vers 1182) qui néanmoins fait don lui aussi d'une partie de ses terres à l'abbaye de La Couronne.

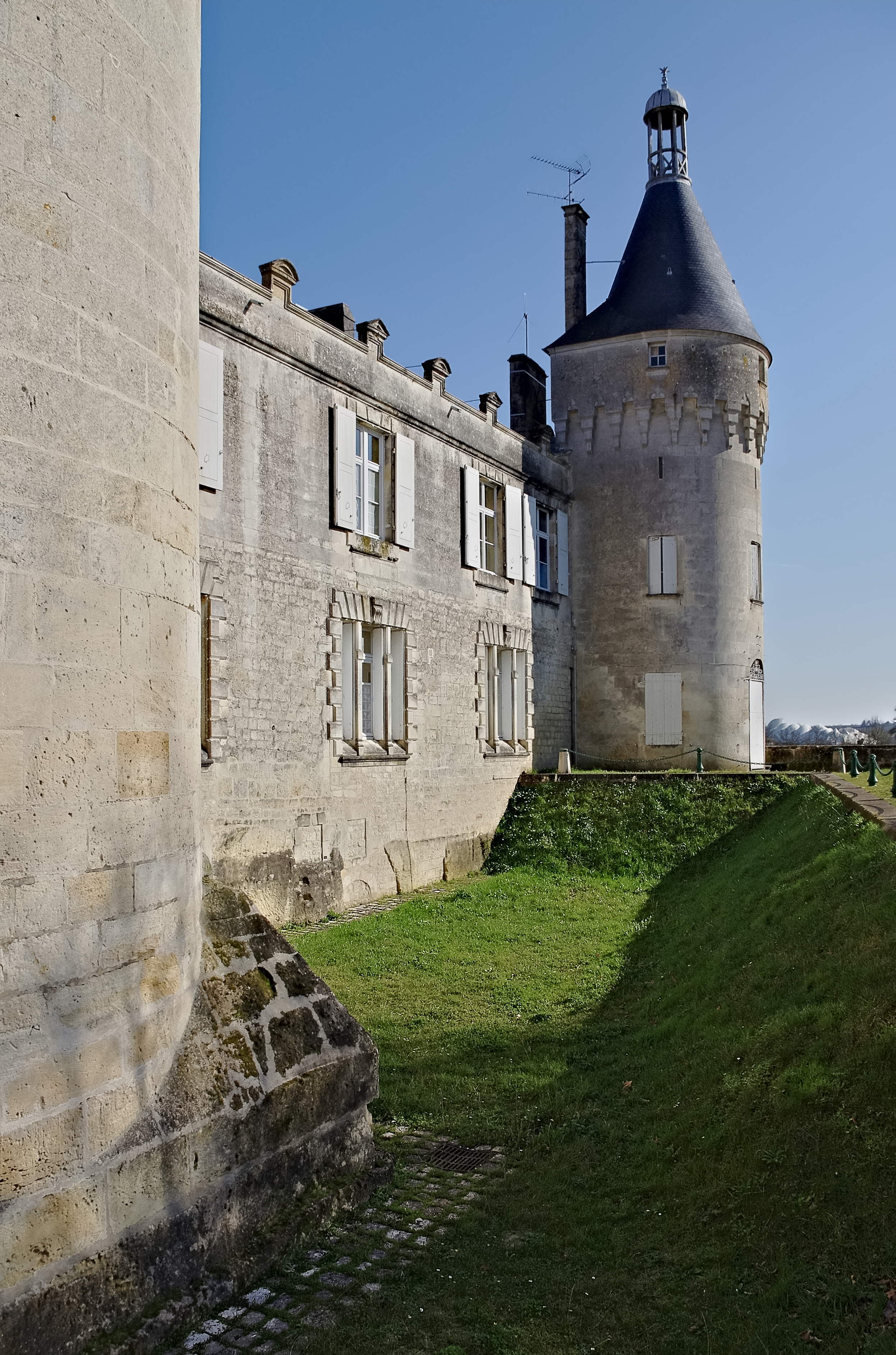
Château de Jonzac : tour sud et douves

Vers 1327, Bertrand de La Rochandry meurt sans postérité directe après avoir légué le fief de la Rochandry à son neveu Ybles, et ses autres biens, dont Jonzac, à ses nièces Marguerite et Pétronille (ou Péronnelle), filles de Guillaume Gardrade, seigneur de Mosnac.
En 1330, Marguerite, fille de Pétronille, dame de Mosnac, et de Foucaud, baron de Montausier, épouse Guy de Sainte-Maure. Les terres de Jonzac, Montausier, Chevanceaux, et Mosnac, passent ainsi dans la famille de Sainte-Maure, maison féodale de Touraine, connue depuis le XIe siècle.
En 1470, Renaud de Sainte-Maure partage ses terres avec son frère et ses sœurs : il conserve pour sa part les terres, châtellenies et seigneuries de Jonzac, Mosnac, Cadillac, tandis que son frère Léon obtient les terres de Montausier et fonde ainsi la branche des Sainte-Maure de Montausier.
Renaud édifie en 1498 la chapelle de la Maladrerie de Jonzac. L'année suivante, alors que son fils aîné, Foucaud, se consacre à la prêtrise, Renaud transfère le droit d’aînesse à son second fils, Jean, à qui il lègue la seigneurie de Jonzac.

#### La Guerre de Cent Ans

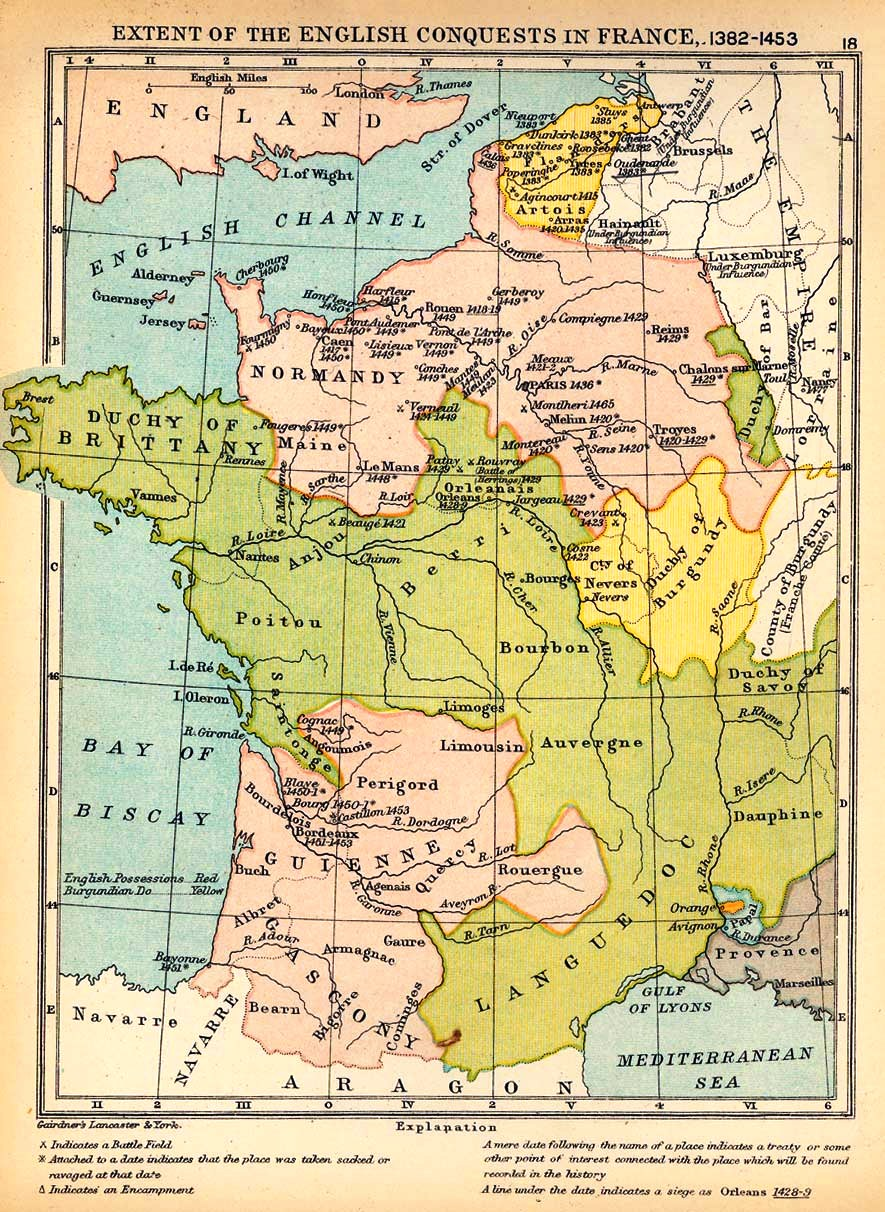
Territoires respectivement sous domination anglaise et française en 1382 (guerre de Cent Ans).

Au cours de la guerre de Cent Ans, du fait de leur situation géographique, les seigneurs de Jonzac ont prêté successivement allégeance au roi d'Angleterre, duc d'Aquitaine et au roi de France, comme d'autres seigneurs saintongeais, tels que Renaud VI de Pons.
Jonzac et les terres associées passent ainsi en 1327 à la Guyenne, alors sous le gouvernement du roi d'Angleterre, duc d'Aquitaine. En 1352, Pierre de Sainte-Maure prend les armes contre les Anglais, avant de prêter allégeance en 1363 au prince d'Aquitaine, Édouard de Woodstock, dit le « Prince noir » au château d'Angoulême.
En 1371, Pierre combat de nouveau pour le roi de France Charles V. À sa mort en 1376, sa veuve, Miramonde de la Mothe, tutrice de ses enfants mineurs, se met sous la protection de l'abbé de Saint-Germain-des-Prés.
En 1402, son fils Arnaud rend hommage à Louis Ier, duc d'Orléans, frère cadet et régent du roi Charles VI de France. Cette allégeance est contemporaine du Combat des Sept à Montendre.
Vers 1405, Arnaud de Sainte-Maure est fait prisonnier alors qu'il combat aux côtés du connétable Charles Ier d'Albret contre les positions anglaises en Guyenne. Durant sa captivité d'une dizaine d'années en Angleterre, ses possessions, dont le château de Jonzac, sont confisquées et données à un seigneur anglais. Le château médiéval, sur les bords de la Seugne, est en grande partie détruit, et sera reconstruit sur la colline de Balaguier, quelques décennies plus tard.
Renaud, fils d'Arnaud, est rétabli dans tous ses biens en 1451 par lettre du roi Charles VII, après la capitulation de Bordeaux.

### Temps modernes
Le bourg de Jonzac, à proprement parler est né probablement au XVe siècle de la fusion des deux zones d'urbanisation constituées sur les deux collines de Montguimar et Balaguier autour de l'église et du château, auxquelles s’est ajouté le site des Carmes. L’appellation de « ville de Jonzac » n’apparaît quant à elle que dans la première moitié du XVIIe siècle.
Dans les années 1570, Jonzac devient une place huguenote, et connaît un essor économique important (foire, marché aux porcs, halle aux grains). La révocation de l'édit de Nantes (édit de Fontainebleau) en 1685 a contraint de nombreux jonzacais à fuir vers Bordeaux et aux Antilles.
Au XVIIe siècle, un descendant de Léon de Sainte-Maure, Charles, duc de Montausier, Maréchal des camps et armées du roi, Gouverneur de Saintonge et Angoumois, sera le gouverneur du Grand Dauphin. Élevé dans la religion protestante, il abjure pour épouser Julie d'Angennes, gouvernante des enfants de France et dame d’honneur de la reine Marie-Thérèse. Ils eurent une fille, Marie-Julie, future duchesse d'Uzès.

### Époque contemporaine

#### XIXesiècle
Jonzac devint chef-lieu d'arrondissement en 1800 et la prospérité de la ville commence à se faire grâce au commerce du cognac.
Le chemin de fer arrive à Jonzac en 1870 depuis Saintes. La gare de Jonzac, est mise en service le 26 janvier 1870 par la Compagnie des chemins de fer des Charentes.
La fin du XIXe siècle verra Jonzac subir une crise économique à la suite des ravages du phylloxera sur le vignoble de Cognac.

#### XXesiècle
Durant la Seconde Guerre mondiale, Jonzac, comme Saintes et Royan, accueille une Kreiskommandantur (Kommandantur
d'arrondissement) de laquelle dépend un service de surveillance chargé de lutter contre les actes de malveillance à l'encontre des occupants. Une garnison allemande de 235 hommes et 5 officiers occupe Jonzac. À mi-chemin entre Brest et Bayonne, la ville dont la gare est desservie par la voie ferrée de Nantes à Bordeaux, est choisie par la Kriegsmarine pour entreposer d'énormes stocks de munitions qui doivent protéger le mur de l'Atlantique. Ce dépôt, le deuxième par la taille en France, est destiné à alimenter notamment les sous-marins de l'Atlantique, avec l'équivalent de 120 trains complets prêts à charger. L'arsenal est situé dans les anciennes carrières d'Heurtebise et est ainsi particulièrement bien protégé des bombardements et des attaques. Mais sa destruction est préparée par le groupe Alerte, groupe de sabotage de l'Organisation civile et militaire (OCM) basé à Bordeaux. Plusieurs tentatives ont lieu, les 8, 18 et 30 juin 1944,,,,. Finalement, c'est en se sacrifiant en allumant directement une mèche qu'un jeune résistant venu d'Isère embauché au dépôt, Pierre Ruibet, réussit à produire la première des explosions, qui dureront trois jours, anéantissant le dépôt. Son compagnon d'action le jonzacais Claude Gatineau, qui a pu s'échapper, est arrêté, torturé et fusillé le lendemain. Cet acte de sabotage se révélera être une étape déterminante des actions facilitant le débarquement des forces alliées et menant à la Libération,. Grâce à Henri Noguères, ce fait historique a été relaté dans l'épisode Alerte à Jonzac de la série Hommes de caractère, diffusé en 1967 par l'ORTF. À la fin de l'épisode, le réalisateur Jean Kerchbron interrogent des témoins principaux de l'époque pour qu'ils relatent leurs souvenirs.
Par la suite les actes de la résistance se multiplient dans la région bien que la situation soit particulièrement confuse du fait du démantèlement d'une partie du réseau de la zone B (sud-ouest) après l'exécution le 27 juillet 1944 de son chef, André Grandclément dit Bernard, par un autre résistant, Roger Landes dit Aristide, membre des services secrets britanniques (Special Operations Executive (SOE).

## Politique et administration

### Liste des maires

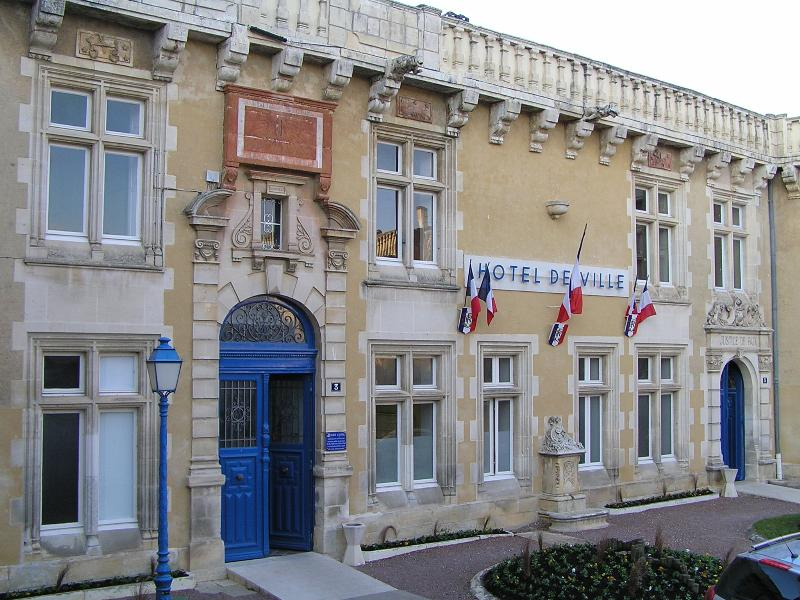
L'hôtel de ville est installé dans une aile du château.

| Période | Période  | Identité            | Étiquette        | Qualité                                                                           |
| ------- | -------- | ------------------- | ---------------- | --------------------------------------------------------------------------------- |
| ?       | 1977     | Henry Chat-Locussol | Rad.             | Entrepreneur de travaux publics                                                   |
| 1977    | 2001     | Claude Belot        | UMP              | Président du conseil général                                                      |
| 2001    | 2008     | Jean-Claude Texier  |                  |                                                                                   |
| 2008    | 2020     | Claude Belot        | UMP puis LR      | Ancien conseiller général, ancien sénateur Président de la Communauté de Communes |
| 2020    | En cours | Christophe Cabri    | LR puis Horizons | Conseiller départemental depuis 2017                                              |

### Région
À la suite de la réforme administrative de 2014 ramenant le nombre de régions de France métropolitaine de 22 à 13, la commune appartient depuis le 1er janvier 2016 à la région Nouvelle-Aquitaine, dont la capitale est Bordeaux. De 1972 au 31 décembre 2015, elle a appartenu à la région Poitou-Charentes, dont le chef-lieu était Poitiers.

### Intercommunalité
Jonzac est le siège de la plus vaste communauté de communes de France, la communauté de communes de la Haute-Saintonge, avec 128 autres communes du sud de la Charente-Maritime représentant 54 900 habitants et près de 24 % de la superficie du département.

### Budget et fiscalité
La taxe d'habitation prélevée par la commune était en 2006 de 9,40 %, la taxe foncière sur les propriétés bâties était de 20,27 % et la taxe professionnelle de 10,01 %.

### Tendances politiques

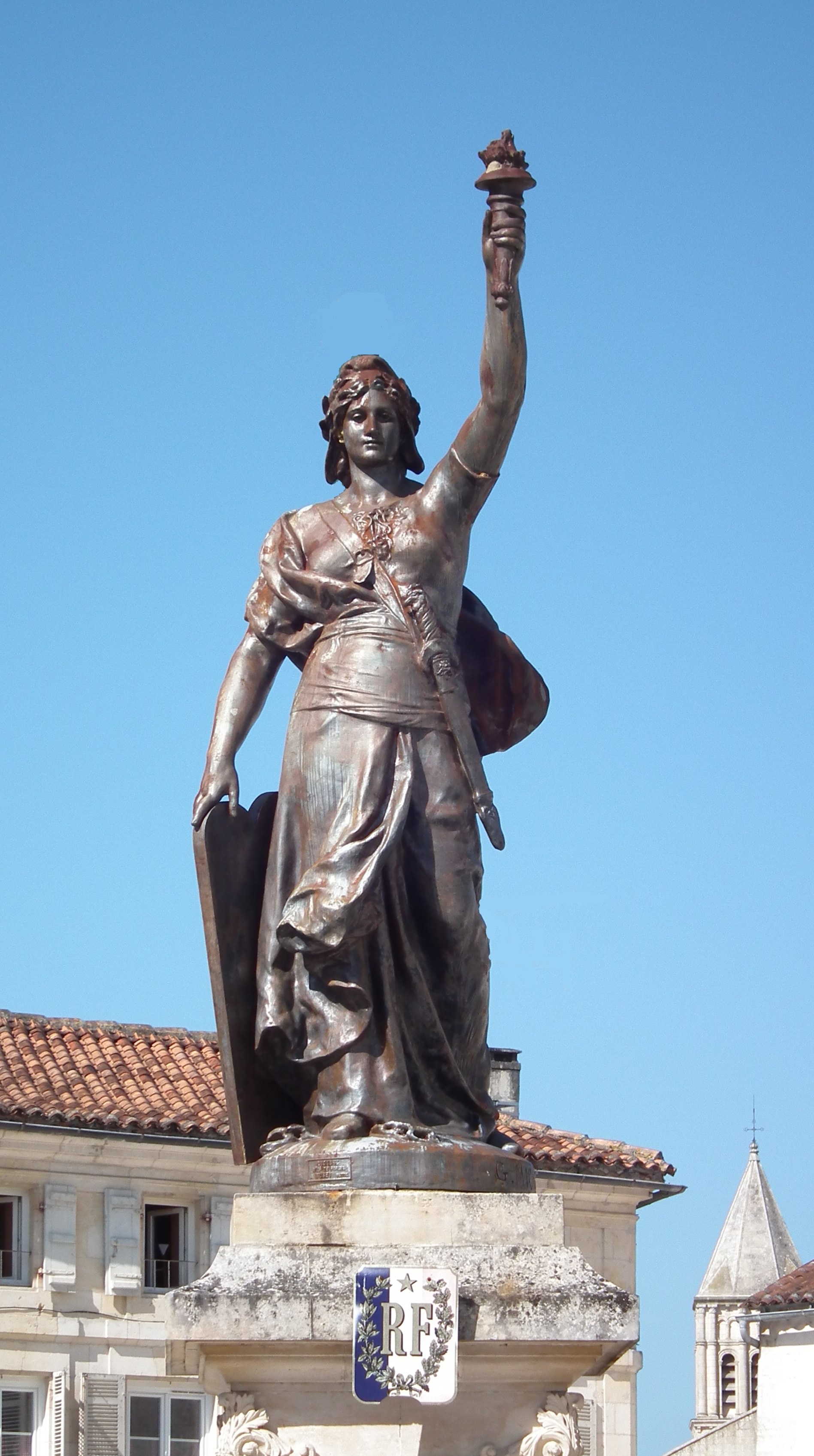
Allégorie de la République de Gustave Michel (1894).

L'analyse des résultats de l'élection présidentielle de 2007 montre un relatif équilibre des forces en présence, tant au premier qu'au second tour du scrutin. Le candidat de l'UMP Nicolas Sarkozy obtient cependant une légère avance (29,11 %) sur la candidate du PS Ségolène Royal (28,92 %) et le candidat du MoDem François Bayrou (23,21 %). Au second tour, le rapport des forces reste sensiblement le même, Nicolas Sarkozy obtenant 50,36 % des suffrages (soit 1 056 bulletins) tandis que Ségolène Royal totalise 49,64 % (soit 1 041 bulletins). Au total, à peine 15 voix séparent les deux candidats. Le taux d'abstention du premier tour (20,55 %) et du second tour (19,60 %) est nettement supérieur aux moyenne enregistrées dans le reste de l'hexagone (16,23 % et 16,03 %).
La prédominance de la droite est plus marquée lors des élections législatives qui suivent, Dominique Bussereau conservant son siège de député de la quatrième circonscription de la Charente-Maritime avec 48,39 % des voix dans la commune, quand son adversaire socialiste ne totalisait que 27,58 % des voix.
Les élections régionales de 2010 sont en revanche remportées par la liste PS conduite par Ségolène Royal. Derrière le candidat UMP Dominique Bussereau au premier tour (38,22 % pour D. Bussereau, 37,90 % pour S. Royal), elle bénéficie d'un bon report de ses alliés de gauche et obtient finalement 52,96 % des suffrages au second tour. Le taux d'abstention reste néanmoins conséquent (48,27 %), mais nullement exceptionnel pour ce type d'élections.
Ce score s'inscrit dans le prolongement des élections régionales de 2004, la liste conduite par Ségolène Royal ayant à l'époque obtenu 51,56 %, devant la liste UMP conduite par Élisabeth Morin-Chartier, qui récoltait pour sa part 40,92 % des voix. La liste FN de Jean-Romée Charbonneau se retrouvait en position d'arbitre, ayant obtenu 7,52 % des scrutins.
Résultats du second tour des élections présidentielles :
- élection présidentielle de 2007 : 50,36 % pour Nicolas Sarkozy (UMP), 49,64 % pour Ségolène Royal (PS). Participation : 85,63 %[60].
- élection présidentielle de 2012 : 54,02 % pour François Hollande (PS), 45,98 % pour Nicolas Sarkozy (UMP). Participation : 74,84 %[65]

Résultats des élections législatives :
- élections législatives de 2002 : 59,39 % pour Dominique Bussereau (UMP), 40,61 % pour Philippe Callaud (Parti radical de gauche). Participation : 58,14 %[66]
- élections législatives de 2007 : 48,39 % pour Dominique Bussereau (UMP), 27,58 % pour Régine Joly (PS). Participation : 59,27 %[62].
- élections législatives de 2012 : 50,10 % pour Dominique Bussereau (UMP), 49,90 % pour Fabienne Dugas-Raveneau (PS). Participation : 58,53 %[67].

Résultats des élections régionales :
- élections régionales de 2004 : 51,56 % pour Ségolène Royal (PS), 40,92 % pour Élisabeth Morin-Chartier (UMP), 7,52 % pour Jean-Romée Charbonneau (FN). Participation : 64,47 %[64].
- élections régionales de 2010 : 52,96 % pour Ségolène Royal (PS), 47,04 % pour Dominique Bussereau (UMP). Participation : 51,73 %[63].
- élections régionales de 2015 : 44, 35 % pour Virginie Calmels (UMP), 36,38 % pour Alain Rousset (PS), 19,28 % pour Jacques Colombier (FN). Participation : 52,64 %[68]

### Politique environnementale
Dans son palmarès 2024, le Conseil national de villes et villages fleuris de France a attribué trois fleurs à la commune.

## Démographie

### Classement démographique
Par sa population, Jonzac est la 29e commune de la Charente-Maritime avec 3 552 habitants au 1er janvier 2008. Elle est cependant la première ville de l'arrondissement de Jonzac où elle exerce la fonction de sous-préfecture.
Avec une superficie communale de 1 309 hectares, la densité de population s'élève à 271 habitants par km², ce qui la classe parmi les communes les plus densément peuplées de la Charente-Maritime.
En 2008, l’unité urbaine de Jonzac qui comprend trois communes regroupe 5 242 habitants et son aire urbaine, qui inclut cinq communes périurbaines situées dans la zone d’influence forte de la ville, rassemble 6 265 habitants.
Ces différentes données font de Jonzac la 12e agglomération urbaine de la Charente-Maritime et son aire urbaine la classe au dixième rang dans le département.
Au niveau régional, elle occupe le 24e rang des aires urbaines picto-charentaises.

### Évolution démographique
L'évolution du nombre d'habitants est connue à travers les recensements de la population effectués dans la commune depuis 1793. Pour les communes de moins de 10 000 habitants, une enquête de recensement portant sur toute la population est réalisée tous les cinq ans, les populations de référence des années intermédiaires étant quant à elles estimées par interpolation ou extrapolation. Pour la commune, le premier recensement exhaustif entrant dans le cadre du nouveau dispositif a été réalisé en 2007.

En 2022, la commune comptait 3 576 habitants, en évolution de +3,89 % par rapport à 2016 (Charente-Maritime : +4,04 %, France hors Mayotte : +2,11 %).
| 1793  | 1800  | 1806  | 1821  | 1831  | 1836  | 1841  | 1846  | 1851  |
| ----- | ----- | ----- | ----- | ----- | ----- | ----- | ----- | ----- |
| 2 470 | 2 509 | 2 488 | 2 465 | 2 618 | 2 514 | 2 524 | 2 591 | 2 718 |

| 1856  | 1861  | 1866  | 1872  | 1876  | 1881  | 1886  | 1891  | 1896  |
| ----- | ----- | ----- | ----- | ----- | ----- | ----- | ----- | ----- |
| 2 792 | 3 005 | 3 147 | 3 260 | 3 296 | 3 210 | 3 237 | 3 431 | 3 344 |

| 1901  | 1906  | 1911  | 1921  | 1926  | 1931  | 1936  | 1946  | 1954  |
| ----- | ----- | ----- | ----- | ----- | ----- | ----- | ----- | ----- |
| 3 366 | 3 287 | 3 210 | 2 896 | 3 041 | 3 142 | 3 250 | 3 771 | 3 575 |

| 1962  | 1968  | 1975  | 1982  | 1990  | 1999  | 2006  | 2007  | 2012  |
| ----- | ----- | ----- | ----- | ----- | ----- | ----- | ----- | ----- |
| 4 020 | 4 022 | 4 306 | 4 494 | 3 998 | 3 817 | 3 554 | 3 511 | 3 502 |

| 2017  | 2022  | - | - | - | - | - | - | - |
| ----- | ----- | - | - | - | - | - | - | - |
| 3 432 | 3 576 | - | - | - | - | - | - | - |

### Pyramide des âges
La population de la commune est relativement âgée.
En 2018, le taux de personnes d'un âge inférieur à 30 ans s'élève à 25,9 %, soit en dessous de la moyenne départementale (29 %). À l'inverse, le taux de personnes d'âge supérieur à 60 ans est de 41,2 % la même année, alors qu'il est de 34,9 % au niveau départemental.
En 2018, la commune comptait 1 572 hommes pour 1 885 femmes, soit un taux de 54,53 % de femmes, largement supérieur au taux départemental (52,15 %).
Les pyramides des âges de la commune et du département s'établissent comme suit.
| Hommes | Classe d’âge | Femmes |
| ------ | ------------ | ------ |
| 1,4    | 90 ou +      | 3,8    |
| 12,3   | 75-89 ans    | 18,7   |
| 22,3   | 60-74 ans    | 23,1   |
| 20,1   | 45-59 ans    | 18,1   |
| 15,2   | 30-44 ans    | 12,7   |
| 15,7   | 15-29 ans    | 13,3   |
| 13,0   | 0-14 ans     | 10,3   |

| Hommes | Classe d’âge | Femmes |
| ------ | ------------ | ------ |
| 1,1    | 90 ou +      | 2,6    |
| 10,1   | 75-89 ans    | 12,6   |
| 22     | 60-74 ans    | 23,2   |
| 20,1   | 45-59 ans    | 19,7   |
| 16,1   | 30-44 ans    | 15,6   |
| 15,2   | 15-29 ans    | 12,7   |
| 15,4   | 0-14 ans     | 13,6   |

## Économie

### Généralités
Localisée dans la partie méridionale du département, la ville de Jonzac est un centre d'activités tertiaires actif. Second pôle d'emplois du pays de Haute-Saintonge (derrière Pons), son économie repose sur les services administratifs (renforcés par la présence d'une sous-préfecture), le thermalisme, le tourisme (centre aqualudique des Antilles de Jonzac, mais aussi tourisme vert), les services à la personne et aux entreprises ainsi que le commerce. Une antenne de la Chambre de commerce et d'industrie de Rochefort et de Saintonge y a été mise en place.
L'agglomération accueille un hypermarché de 3 700 mètres carrés (Seugne distribution SA/E.Leclerc) qui emploie 160 salariés, deux supermarchés (Intermarché et Leader Price) employant respectivement 49 et 20 salariés et une enseigne de hard discount (Lidl).
Deux zones d'activité sont implantées sur la commune (ZA Au Plaisir et ZA La Pouyade), renforcées par une zone d'activité communautaire située dans la commune voisine de Saint-Germain-de-Lusignan (ZAC de Jonzac-Saint-Germain). Elles constituent un vivier d'entreprises diverses (construction mécanique, boulangerie industrielle, menuiserie, sérigraphie industrielle...) et de boutiques qui complètent l'offre présente en centre-ville. Enfin, en bordure de la rocade, en direction de Mirambeau, un parc commercial (La Source) a été créé autour des magasins Intermarché et Bricomarché, tous deux à l'origine du projet via le groupe ImmoMousquetaires Centre Ouest. Ce nouveau complexe comprend différentes enseignes commerciales (La halle aux vêtements, La halle aux chaussures, Gifi...) et McDonald's,.
La partie sud-est de la commune accueille une zone d'aménagement concerté (ZAC du Val de Seugne) de 66 hectares, divisée en trois secteurs : un secteur paysager (aménagements limités afin de préserver et mettre en valeur le cadre naturel), un secteur de développement économique (infrastructures publiques et privées, équipements touristiques, commerces), et un secteur dédié aux infrastructures d'hébergement (complexes hôteliers, résidences, commerces).
Jonzac possède une industrie agro-alimentaire relativement importante avec une société de transformation de morue qui emploie plus de 200 salariés et une société de négoce de cognac, de pineau des Charentes et de vin de pays charentais, comprenant environ 50 personnes.

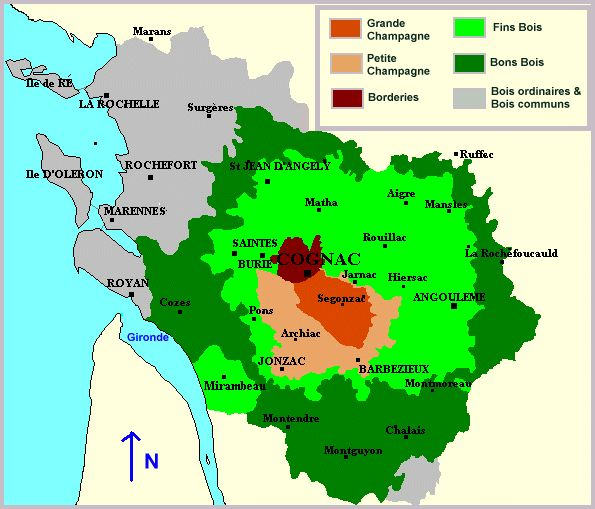
Territoires des vignobles de Cognac.

La viticulture est une ressource économique importante de la commune, qui est située en Petite Champagne, dans la zone d'appellation d'origine contrôlée du cognac.
La présence conjuguée des vignes et des forêts a permis à Jonzac d'abriter une usine du premier groupe mondial de production de fûts destinés aux vins de qualité (groupe Radoux), tonnellerie qui exporte dans le monde entier (une centaine de salariés).

### Tourisme

#### Office de Tourisme de Jonzac
Le bureau d'accueil de l'Office de Tourisme de Jonzac est situé sur la place du château. Depuis sa création sous forme de syndicat d'initiative en 1927, il n'a cessé d'évoluer et d'accompagner le développement touristique local. Il est devenu Office de tourisme en 1993, il a obtenu le classement en catégorie 1 Atout France. La ville de Jonzac s'est vu décerner le classement de Station de Tourisme.
En 2020, l'Office de Tourisme de Jonzac édite un nouveau site Internet et étend son champ de communication touristique à toute la Haute-Saintonge : www.jonzac-haute-saintonge.com
Les services de l'Office de Tourisme de Jonzac accueille plus de 100 000 visiteurs par an, ils accompagnent les professionnels du tourisme dans leur communication et leur commercialisation. Une attention particulière est portée sur l'animation culturelle et de loisirs de la commune afin de répondre aux attentes notamment des clientèles en séjour thermal de trois semaines.

#### Station thermale de Jonzac
Aménagée dans d'anciennes carrières de pierre de taille, la station thermale de Jonzac est le plus récent centre thermal du centre-ouest de la France, ayant ouvert ses portes en 1986, il a accueilli 12 731 curistes en 2013, faisant de Jonzac la 10e station thermale française. Les indications thérapeutiques de la station de Jonzac sont : rhumatologie, phlébologie et voies respiratoires.

#### Les Antilles de Jonzac

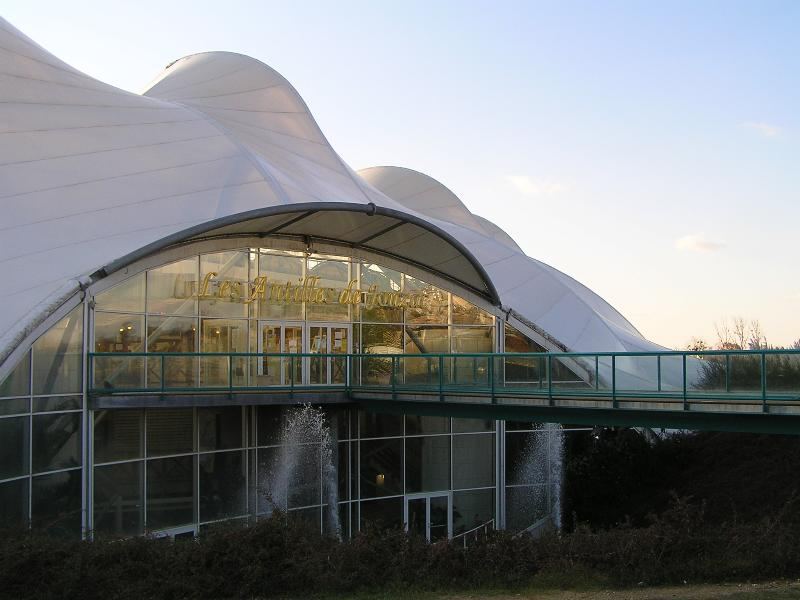
Les Antilles de Jonzac.

La proximité des thermes a permis le développement d'un tourisme de loisirs haut-de-gamme, dont la locomotive est un centre aqua-ludique : « Les Antilles de Jonzac ». Ce centre aquatique de loisirs et de remise en forme a ouvert ses portes en 2002, en présence du Premier ministre de l'époque, Jean-Pierre Raffarin.
Le complexe regroupe un lagon tropical (piscine à vagues, toboggan de 60 m, cascades et geysers, plage intérieure et extérieure avec terrain de beach-volley, jardin tropical, etc.), un « espace forme » de 700 m2, un restaurant, des boutiques et une salle de séminaires. Le forage géothermique de 1993 permet de fournir l'énergie nécessaire au complexe aqua-ludique à hauteur de 85 %.
La commune compte également une résidence hôtelière de 70 appartements, « Maeva », un casino avec 50 machines à sous et une base de loisirs.

#### L'aérodrome de Jonzac-Neulles

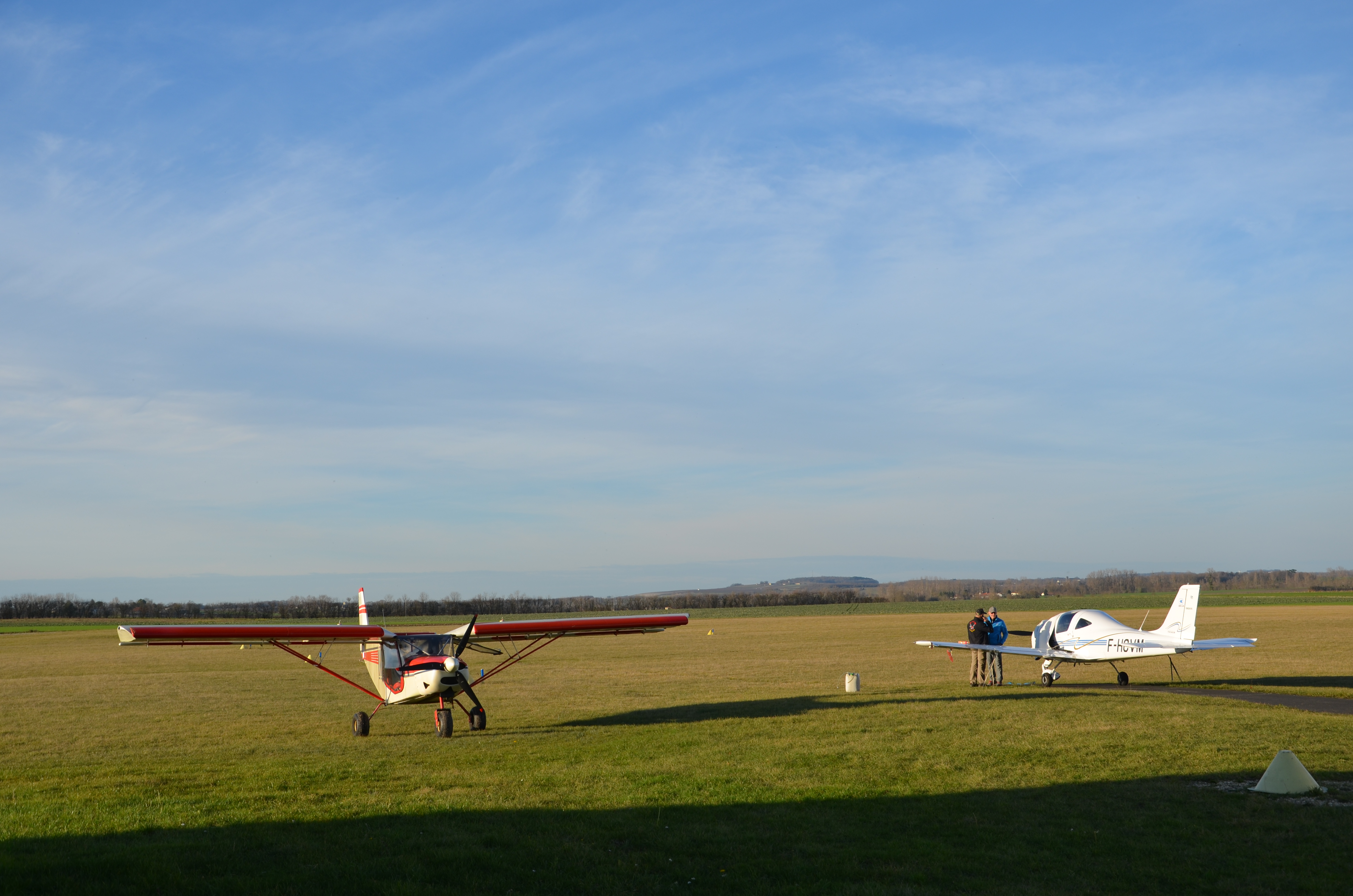
Piste d'envol de l'aérodrome de Jonzac-Neulles.

L’aérodrome de Jonzac - Neulles est situé sur le territoire des communes limitrophes de Saint-Germain-de-Lusignan et de Clam à 4 km au nord de Jonzac. Il est utilisé pour la pratique d’activités de loisirs et de tourisme (aviation légère, hélicoptère et montgolfière).

### Emploi
La commune abrite une population un peu moins active que la moyenne nationale (42,7 % contre 45,2 %), avec néanmoins un taux d'activité des 25-59 ans à peu près conforme aux chiffres nationaux (82 % contre 82,2 %). Les catégories socio-professionnelles les mieux représentées sont les employés (31,2 %), suivis des ouvriers (25 %) et des professions intermédiaires (19,2 %). Les cadres sont bien représentés (12,4 % contre 12,1 % dans le reste du pays), de même que les artisans et chefs d'entreprises (8,9 % contre 6,4 %). L'agriculture emploie 3,2 % des actifs, un chiffre plus élevé que la moyenne nationale (2,4 %).
En 1999, le taux de chômage était de 17,6 %, un chiffre plus élevé que les estimations au niveau national (12,9 %).
Les actifs représentent de loin la principale composante de la population (42,7 %). Ils sont suivis par les retraités (25,5 %) et les jeunes scolarisés et les étudiants (19,3 %).

### Immobilier
De façon globale, la population de la commune a des revenus inférieurs aux estimations nationales : la moyenne des revenus par an et par ménage y est de 12 901 € (moyenne nationale : 15 027 € / an et par ménage).
Le taux de personnes propriétaires de leur logement est légèrement inférieur à la moyenne nationale, soit 49,1 % (moyenne nationale : 55,3 %) ; parallèlement, 45,3 % des habitants de la commune sont locataires (moyenne nationale : 39,8 %) et 5,6 % logés gratuitement (moyenne nationale : 4,9 %).
Le parc immobilier de la commune est constitué de 2 279 logements. Ceux-ci sont essentiellement des résidences principales (76,5 %), le reste étant constitué de résidences secondaires (10 %) mais aussi d'un grand nombre de logements vacants (13,5 %). La grande majorité des logements sont des maisons individuelles, lesquelles représentent 70,3 % du parc immobilier (moyenne nationale : 55,3 %) ; le reste se répartissant entre appartements (24 %) et logements alternatifs (5,6 %). 33,3 % des logements sont constitués de 5 pièces ou plus (moyenne nationale : 31,5 %) ; suivent les 4 pièces (28,1 %), les 3 pièces (20,8 %), les 2 pièces (11,2 %) et les studios (6,5 %).

## Patrimoine communal

### Château de Jonzac

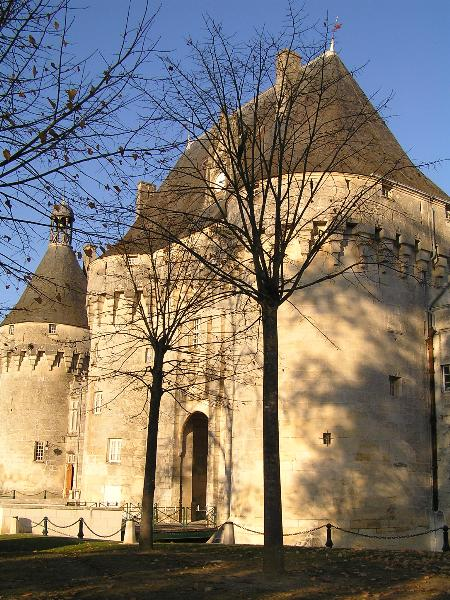
Le châtelet d'entrée du château de Jonzac date du XVe siècle.

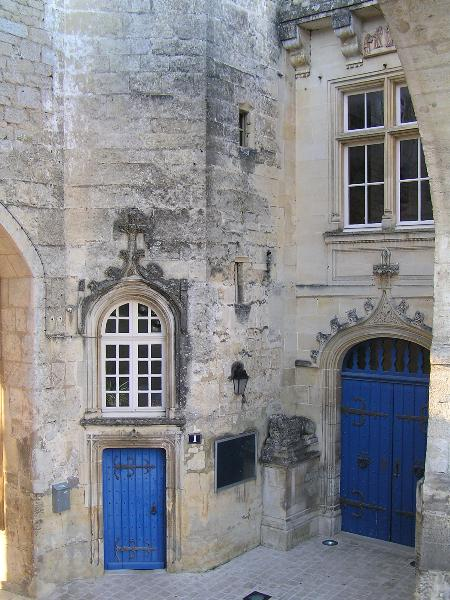
Détail d'une aile du château.

Le château de Jonzac est un des monuments emblématiques de la ville. Établi sur un éperon calcaire dominant la vallée de la Seugne, il date pour l'essentiel du XVe siècle. D'importantes modifications ont été apportées à sa structure au XIXe siècle (aménagement de l'hôtel de ville, de la sous-préfecture, du théâtre, percement d'une rue ayant fait disparaître le grand escalier central). La création d'une esplanade ponctuée d'arbres et d'espaces verts contribue néanmoins à mettre en valeur le bâtiment et le monumental châtelet d'entrée, doté de mâchicoulis à accolades portés par des consoles à quatre dés superposés et de trois rainures de pont-levis. Les armes et la devise de la ville y sont gravés.
Un premier château est cité dans une charte dès le XIe siècle, qui mentionne la donation par Guillaume de La Rochandry de la chapelle castrale à l'abbaye de Baignes. L'emplacement de cette forteresse primitive est sujet à débats depuis les découvertes de l'historien Marc Seguin en 2009, qui envisage la présence du château médiéval aux environs de l'immeuble Dufour, un peu en contrebas de l'actuel bâtiment,.
Sans doute endommagé par les combats de la guerre de Cent Ans, l'ancien château est remplacé par la bâtisse actuelle aux alentours de 1449 (date inscrite sur le châtelet d'entrée). Sa fonction reste essentiellement défensive, et reprend les canons de l'architecture militaire médiévale (forte enceinte, tours d'angles, cour centrale, fossés).
Le château a reçu la visite de personnalités illustres au cours de son histoire, tel le roi Henri IV, le roi Louis XIV et le cardinal Mazarin. L'ensemble fait l’objet d’un classement au titre des monuments historiques depuis le 3 mai 1913.
L'esplanade du château est ornée d'une statue monumentale représentant la République, œuvre du sculpteur Gustave Michel. Haute de plus de trois mètres (piédestal compris), elle figure Marianne brandissant un flambeau, éclairant le peuple, armée d'une épée et couronnée d'un bonnet phrygien. Commandée à l'occasion du centième anniversaire de la Révolution française[réf. nécessaire], elle est inaugurée en présence de nombreux notables de la région (dont le sénateur Émile Combes) au mois d'octobre 1894.

### Porte de ville

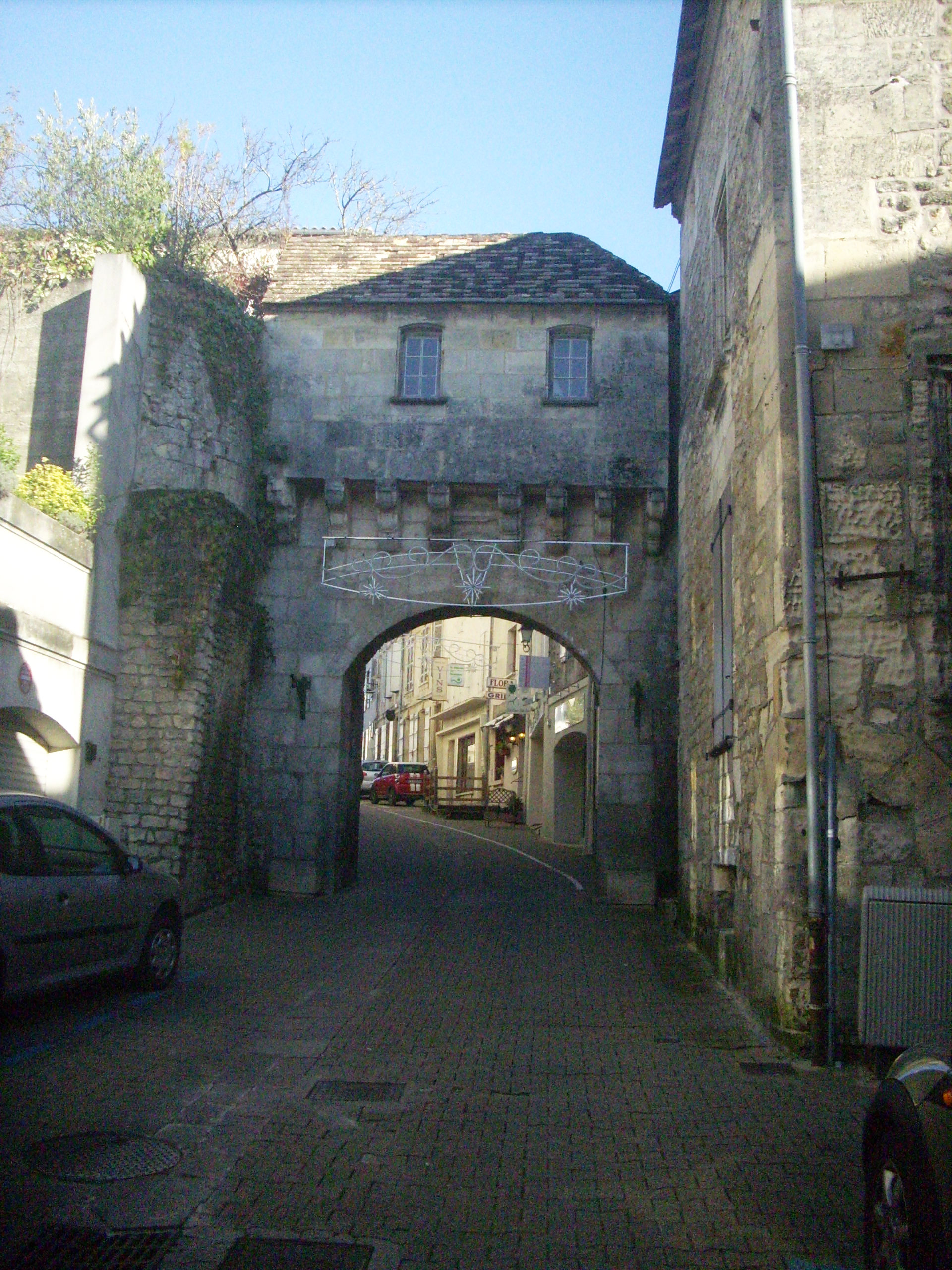
La porte de ville (XVe siècle).

La porte de ville est un des rares vestiges de l'enceinte fortifiée, qui protégeait autrefois le quartier du château. Elle était appelée autrefois « porte du château » et donnait accès à une place où étaient établis le minage et les halles. Conservant créneaux et mâchicoulis, elle date du XVe siècle et témoigne du sentiment d'insécurité dans la province à la fin de la guerre de Cent Ans. Elle fait l’objet d’un classement au titre des monuments historiques depuis le 25 novembre 1926.

### Église Saint-Gervais-Saint-Protais

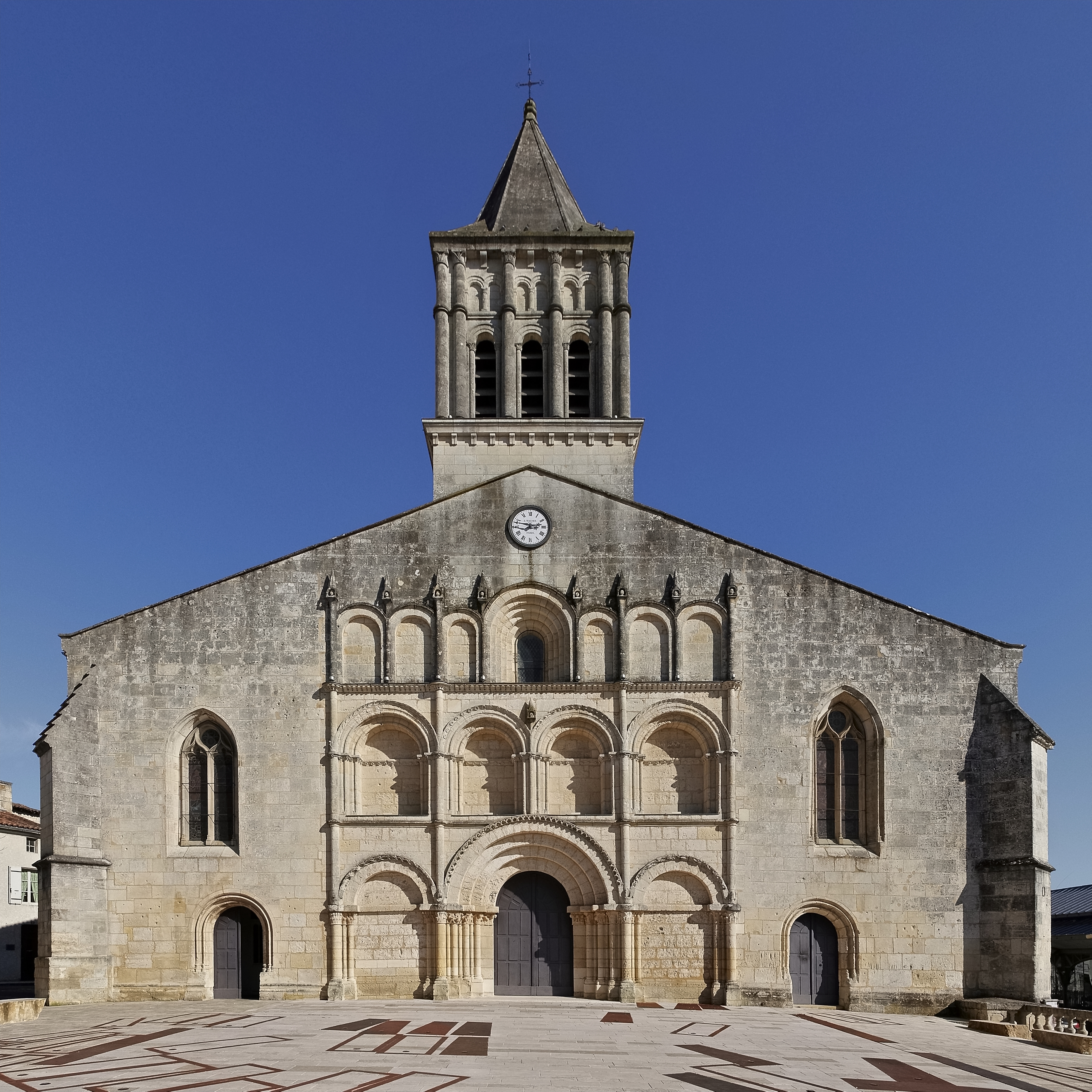
L'église Saint-Gervais-Saint-Protais (XIIe siècle).

L'église Saint-Gervais-Saint-Protais pourrait avoir été fondée dès le haut Moyen Âge, même si l'édifice actuel n'est pas antérieur au XIIe siècle. La tradition (elle-même basée sur le « Pseudo-Turpin ») veut que Charlemagne y ait fait déposer les restes de saint Anthème (évêque de Poitiers au VIIIe siècle) lors d'un passage dans la région, ce qui n'a néanmoins jamais été prouvé.
La partie centrale de la façade est caractéristique de l'art roman saintongeais, avec ses superpositions d'arcatures, ses chapiteaux, ses cordons et ses modillons délicatement sculptés. Elle présente cependant un détail unique dans la région : la présence au dernier étage de huit colonnettes se terminant par de petites lanternes coniques abritant des visages humains.
L'église se voit adjoindre au XVIe siècle deux bas-côtés, bordés de contreforts (l'un d'eux, au mur sud, porte encore les armes du roi Louis XII). Les traces des guerres de religion qui ont ensanglanté la région peu après sont encore bien visibles, les murs portant des traces d'arquebusades, laissant imaginer de rudes combats aux abords de l'édifice. L'église a été restaurée en profondeur entre 1847 et 1854 (clocher, voûtes, mobilier).
L'édifice fait l’objet d’une inscription au titre des monuments historiques depuis le 2 juillet 2001.
Le parvis a fait l'objet de fouilles archéologiques en 2009, qui ont révélé la présence d'un cimetière mérovingien daté des VIe et VIIe siècles. Conduites par Léopold Maurel, archéologue départemental, elles ont notamment permis de mettre au jour des bijoux (dont une boucle d'oreille en corbeille de type « Arégonde »), des armes (lames de couteau, scramasaxes), des fibules, mais aussi des restes de tissus minéralisés,.

### Couvent des Carmes

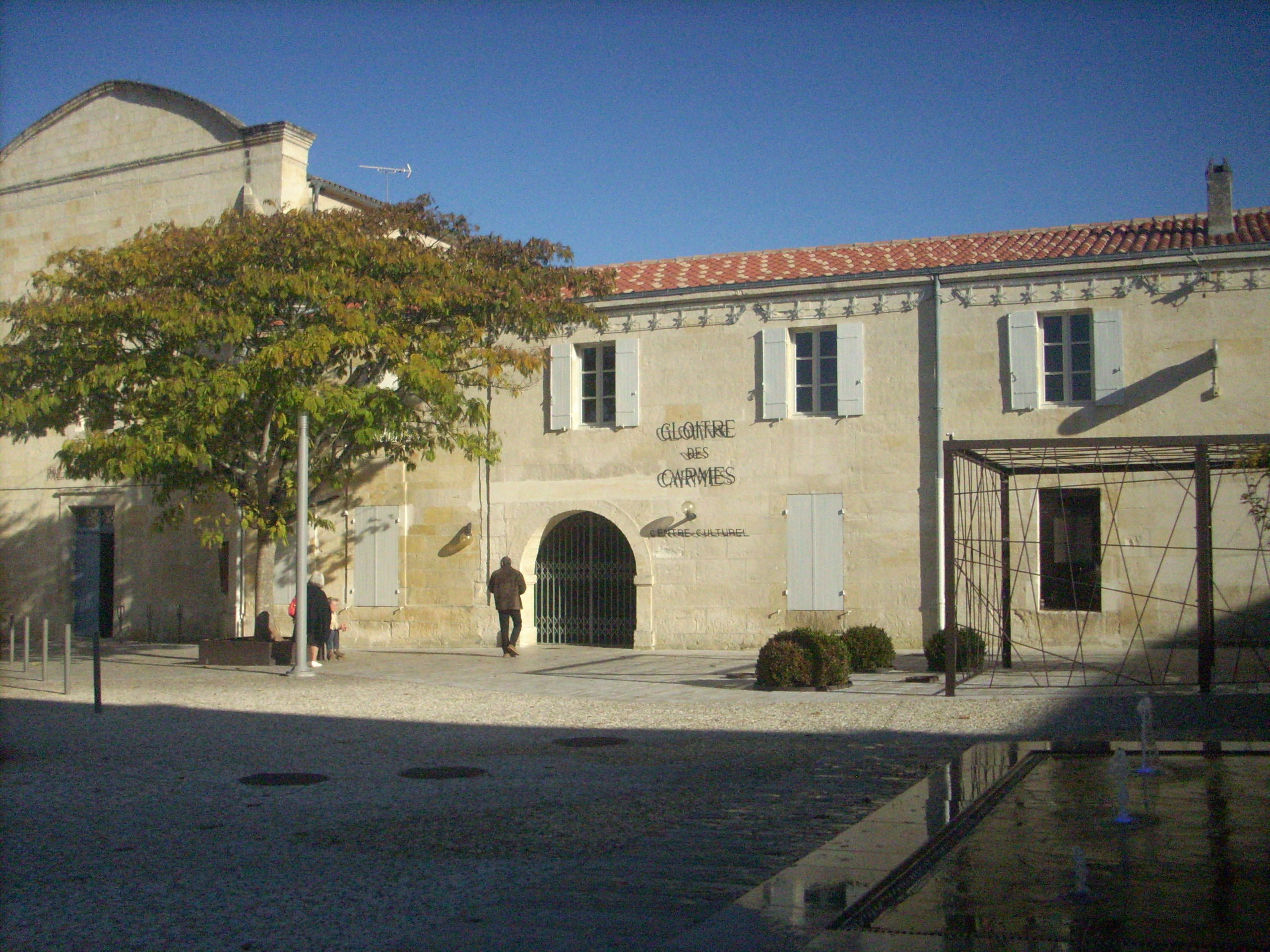
Le centre culturel du Cloître des Carmes.

Le couvent des Carmes est fondé en 1505 à l'instigation de Jean de Sainte-Maure, seigneur de Jonzac. Ravagé au moment des guerres de Religion (1568 et 1569 notamment) il est relevé dans la seconde moitié du XVIIe siècle. Le cloître est édifié à partir de 1657, dans un style particulièrement sobre. Les galeries sont surmontées des cellules des religieux, éclairées par des petites fenêtres.
L'église, qui sert désormais de tribunal d'instance, date de la même époque, même si elle conserve quelques éléments du sanctuaire originel (partie du chevet et du mur nord, contreforts ornés de sculptures fantaisistes). Elle conserve également des boiseries du XVIIIe siècle et une Crucifixion d'auteur inconnu.
Le couvent est acquis par la municipalité au moment de la Révolution, qui y installe la mairie et une prison, puis un tribunal. Restauré à partir de 1976, cet ensemble monastique est aujourd'hui partiellement reconverti en centre culturel.
Le quartier environnant, sur la rive gauche de la Seugne, conserve nombre de maisons anciennes, notamment autour de la rue James-Sclafer (anciennement rue Porte-de-Ville).

### Chapelle de la Maladrerie
Cet édifice est tout ce qui subsiste d'une ancienne maladrerie établie au XVe siècle. Située en dehors de l'enceinte urbaine, elle abritait les lépreux, exclus de la communauté. Comme dans la plupart des établissements de ce type, elle était située aux abords d'une route fréquentée (en l'occurrence la route de Montendre) afin de pouvoir bénéficier de quelques aumônes.
La façade conserve quelques traces d'inscriptions : « par Bertrand Vilot » « Jehanne Bellonne Jehan Jasmain » « fut faicte icelle malet » « l'an de grâce mil IVc quatre vings et ung ».

### Autres monuments

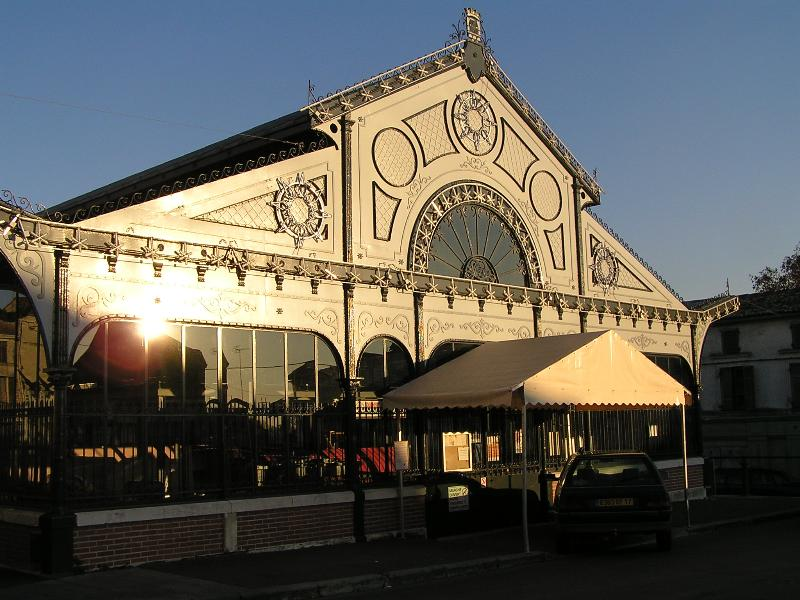
Les halles couvertes du Second Empire, de type « Eiffel ».

Le centre-ville abrite bien des maisons et immeubles anciens, au gré de ruelles tortueuses héritées du passé médiéval. Il garde également des constructions datant des XIXe et XXe siècles, tel le théâtre (1886), le marché couvert, à la structure métallique de type « Eiffel », construit aux abords de l'église (1889), l'immeuble de la caisse d'épargne, à la façade monumentale aux armes de la ville (1905) et l'immeuble du Coq d'Or, doté d'un balcon monumental destiné à accueillir les personnalités en visite dans la ville.
La campagne environnante conserve un patrimoine rural constitué notamment de moulins, ponts et églises.
- Le moulin à eau "Chez Bret", remis en service par la municipalité, abrite aujourd'hui une maison du meunier retraçant l'histoire de la vallée de la Seugne. Le moulin à vent du Cluzelet est parfois en activité.

## Culture

### Musée archéologique des Carmes
Aménagé dans l'ancien couvent des Carmes (XVIIe siècle) après une restauration menée entre 1976 et 1978, le musée archéologique fait partie d'un pôle culturel comprenant également des salles d'expositions et de conférences.
Les collections présentées au public sont issues des nombreuses campagnes de fouilles menées dans la région jonzacaise aux XIXe et XXe siècles (site de Heurtebize, de Chermignac...), ainsi que de dons privés. Elles sont l'occasion pour le visiteur de mieux comprendre l'histoire de la cité, depuis la Préhistoire jusqu'au Moyen Âge.

### Médiathèque de Haute-Saintonge

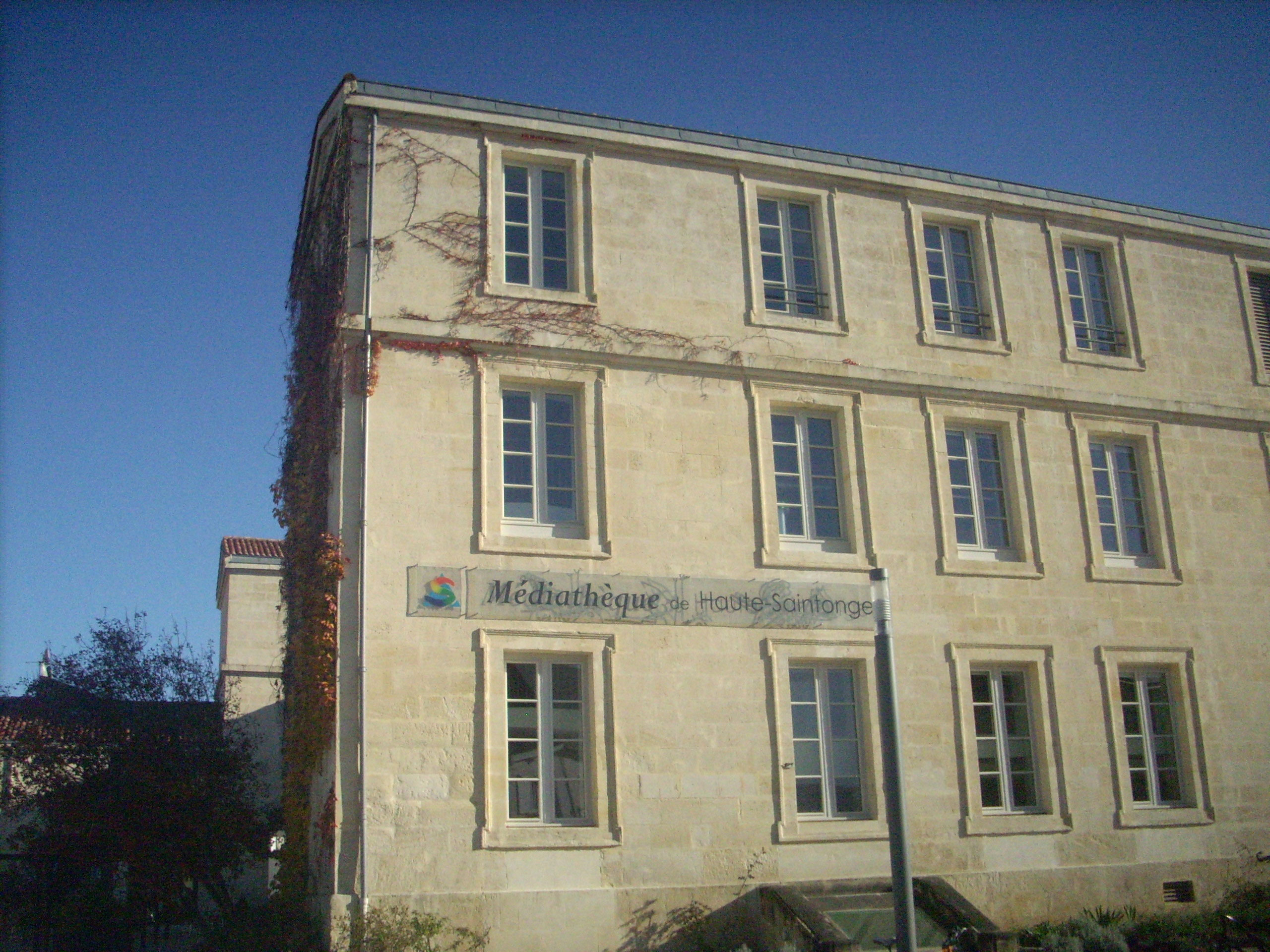
La médiathèque de Haute-Saintonge.

Implantée au cœur du quartier des Carmes, dans un immeuble rénové, la médiathèque de Haute-Saintonge a ouvert ses portes en décembre 2007. Elle s'étend sur trois niveaux et comprend des espaces de travail, de lecture, de consultation des périodiques, ainsi qu'une section audiovisuel comprenant CD et DVD. Des expositions, des conférences et des rencontres avec des auteurs y sont organisées ponctuellement.

### Archives départementales
Les archives départementales du département disposent d'une annexe à Jonzac. Ouvert en 2007, ce pôle culturel et pédagogique dispose d'une salle de lecture et de recherche de 21 places, d'une salle de conférences de 100 places et de magasins d'archives d'une capacité de 2,2 kilomètres linéaires. Des expositions y sont organisées ponctuellement.

### Langue saintongeaise

Aire linguistique du saintongeais.

La commune est située dans l'aire linguistique du saintongeais, un dialecte faisant partie de la famille des langues d’oïl, branche des langues romanes, qui comprend également le français, l’angevin le picard et le poitevin avec lequel il est souvent regroupé dans un domaine plus vaste, le poitevin-saintongeais.
Le saintongeais (saintonjhais) est la langue vernaculaire parlée dans les anciennes provinces d'Aunis, Saintonge et Angoumois. On l’appelle aussi le charentais ou encore le patois charentais. Les locuteurs sont dits patoisants.
Le saintongeais a fortement influencé l’acadien et en conséquence, par ricochet, le cadien ; quant au québécois, il a été influencé par les parlers tels que le normand, le francien et le saintongeais.
La langue saintongeaise présente de nombreux traits communs avec des langues telles que le cadien ou l'acadien, ce qui s'explique par les origines saintongeaises d'une partie des émigrants vers la Nouvelle-France au XVIIe siècle.

### Littérature et Cinéma
Jonzac a servi de cadre à plusieurs romans. Dans La Corde au cou d'Émile Gaboriau (1873), la ville est évoquée sous le nom de Sauveterre. Plus récemment « La part des anges », recueil paru en 1971 aux éditions du Masque, contient une nouvelle de Marguerite Rémy intitulée « Mystère à Jonzac ».
En 1967, Jean Kerchbron tourne à Jonzac « Alerte à Jonzac », sur un scénario d'Henri Noguères. Ce téléfilm relate l'épisode du sabotage des entrepôts des carrières d'Heurtebise par Pierre Ruibet et Claude Gatineau en juin 1944.

Ancien logotype de Jonzac.
Logotype actuel de Jonzac.

## Équipements et services

### Énergies renouvelables
Depuis plus de 30 ans la ville de Jonzac est pionnière dans le domaine de l'exploitation des sources d’énergies locales et renouvelables. Après le choc pétrolier de 1979 a été mis en place un réseau de chaleur d'une douzaine de kilomètres destiné à satisfaire une grande partie des besoins thermiques de la ville (services publics, particuliers, entreprises privés). La présence d'eau chaude géothermale a en effet donné l'idée d'entreprendre un forage géothermique pour alimenter le réseau. L'alimentation s'est ensuite faite par un four poly-combustibles pour brûler les ordures ménagères. Enfin, à partir de 2002, deux chaudières à bois de 3 MW chacune ont été mises en place. Ces installations permettent à la ville d'éviter le rejet de 9 000 tonnes de CO2 par an. L'expérience accumulée par la ville dans les domaines de la géothermie, la cogénération et la biomasse est présentée par la Maison de l'Énergie de Jonzac au grand public et aux professionnels.

### Enseignement
La commune possède deux écoles maternelles, une école élémentaire, un collège, un lycée d'enseignement général et un lycée d'enseignement agricole et viticole.
Le CIPECMA (Centre interconsulaire de perfectionnement et d'enseignement de la Charente-Maritime) est géré par la Chambre de commerce et d'industrie de La Rochelle. Il intègre notamment un centre de formation d'apprentis (CFA).
L'agglomération compte également un campus des métiers, implanté dans la commune voisine de Saint-Germain-de-Lusignan.

### Sports
La ville de Jonzac dispose de nombreuses infrastructures sportives : stade municipal (stade d'honneur ou stade Henri-Chat-Locussol), gymnases, piscine couverte, centre de tennis et centre équestre comptant parmi les principales.
Le 23 juillet 1999, la 18e étape du Tour de France cycliste s'élance de Jonzac pour rallier le Futuroscope avec Lance Armstrong portant le maillot jaune.

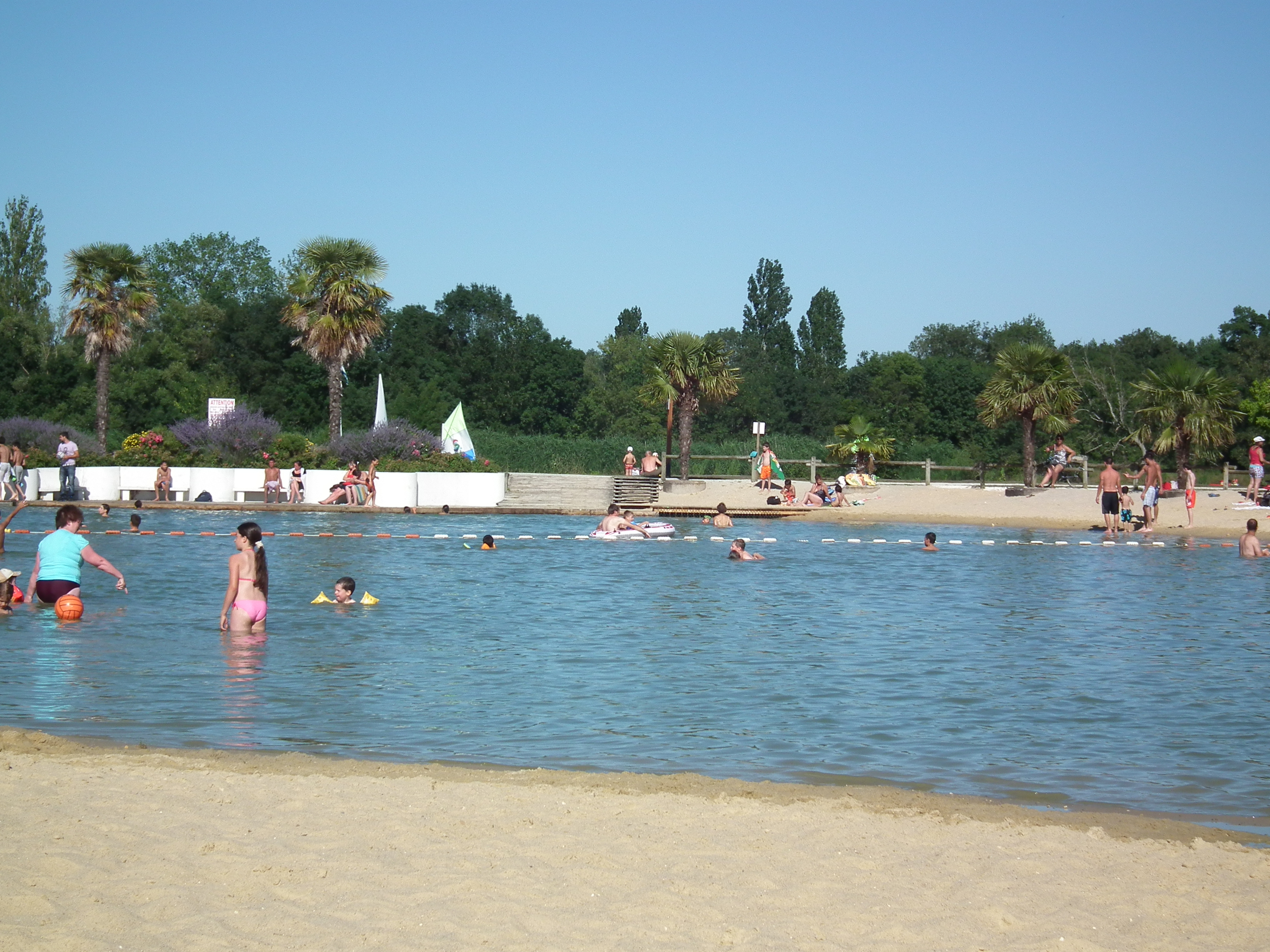
Plage artificielle en accès libre à la base de loisirs de Jonzac.

Le stade Henri-Chat-Locussol (du nom d'un ancien maire de la commune) conserve des tribunes en béton armé d'inspiration moderniste. Édifiées à partir de 1968 par l'architecte Maurice Olivier, elles reprennent une grammaire stylistique déjà éprouvée lors de la reconstruction de Royan (fins voiles de béton obliques, murs percés de baies carrées en « nid d'abeille »...). Le complexe sportif accueillait également une piscine en plein air, dotée d'un plongeoir au style combinant légèreté et monumentalité. Cette œuvre méconnue a été dessinée en 1963 par l'architecte charentais Gabriel Gauthier.
Un parcours-santé a été aménagé en bord de Seugne, de même que plusieurs sentiers de promenade. La base de loisirs de Jonzac (base de loisirs d'Heurtebise), à proximité des thermes et du centre aquatique, offre la possibilité de pratiquer de nombreux sports : escalade, trampoline, tir à l'arc, skate, VTT et équitation. Elle s'organise autour d'un plan d'eau propice aux activités nautiques. Le tissu associatif de la commune compte également plusieurs clubs sportifs, permettant de pratiquer des disciplines variées.
Le club de football de la commune est le FC Sévigne Jonzac-Saint-Germain. Il est en Régional 3 (Ligue de football Nouvelle-Aquitaine). La commune compte également un club de rugby, le Rugby Club de Jonzac et un club de basket, l'Amitié Basket-ball de Jonzac (ABJ).

### Santé
Plusieurs cabinets médicaux sont implantés dans la commune, auxquels viennent s'ajouter une antenne de la médecine du travail et plusieurs structures d'accueil pour personnes âgées (maison de retraite et structures de type EHPAD).
La ville dispose également d'un centre hospitalier avec service d'urgences, desservant un bassin de population de 56 000 personnes (Sud-Charente-Maritime) et d'un hôpital psychiatrique (psychiatrie infanto-juvénile et adulte). Un centre de convalescence, une unité DISPPA (Département d'information et de soins aux personnes ayant un problème avec l'alcool), une unité CSAPA (Centre de soins, d'accompagnement et de prévention en addictologie et alcoologie) et une clinique de la dépression leur sont attachés.
Les thermes offrent une large palette de soins, notamment dans les domaines de la rhumatologie, des affections respiratoires et de la phlébologie.
La sécurité des biens et des personnes est assurée par une antenne de la gendarmerie nationale et de la police municipale. Un centre de secours des pompiers est habilité à intervenir en cas d'urgence.

## Vie locale

### Cultes
Jonzac appartient au diocèse catholique de La Rochelle et Saintes, lui-même subdivision de la province ecclésiastique de Poitiers depuis 2002 (de la province ecclésiastique de Bordeaux avant cette date) et au doyenné de Haute-Saintonge.
Les cultes catholiques et protestants sont célébrés à Jonzac.

### Marché
Les mardis, vendredis et samedis matin. Marché vert le dimanche matin devant les halles.

## Personnalités liées à la commune
Par date de naissance :
- Léon de Sainte-Maure (1620 - 1671), comte, seigneur de Jonzac, reconstructeur des Carmes.
- Firmin Laferrière (1798 - 1861), né à Jonzac, jurisconsulte français.
- Emile Gaboriau (1832 - 1873), écrivain, « père du roman policier », inhumé à Jonzac.
- Édouard Laferrière (1841 - 1901), vice-président du conseil d'état, fils de Firmin Laferrière.
- Léonard Corentin Guyho (1844 - 1922), né à Jonzac, homme de lettres et personnalité politique.
- Pierre-Théodore Fraineau (1847 - 1911), né à Jonzac, missionnaire au Japon.
- Madeleine La Bruyère (1853 - 1933), romancière française.
- Fernand Larquier (1863 - 1947), mort à Jonzac, homme politique.
- René La Bruyère (1875 - 1951), né à Jonzac, romancier, historien de marine et voyageur.
- James Sclafer (1878 - 1956), né à Jonzac, homme politique.
- Jean Hyppolite (1907 - 1968), né à Jonzac, philosophe français.
- Jean Glénisson (1921 - 2010), né à Jonzac, historien.
- Claude Gatineau (1924 - 1944), né et mort à Jonzac, résistant, a saboté les entrepôts de munition d'Heurtebise avec Pierre Ruibet.
- Pierre Ruibet (1925 - 1944), compagnon de la Libération, mort à Jonzac en faisant sauter le dépôt allemand de munitions des carrières d'Heurtebise, son complice Gatineau fut arrêté puis fusillé.
- Patrick Mareschal (1939 - ), né à Jonzac, homme politique français, membre du Parti socialiste, le premier président de gauche du conseil général de la Loire-Atlantique.
- Joël Le Scouarnec (1950 - ), chirurgien ayant exercé à Jonzac jusqu'à sa retraite en 2017, accusé d'actes pédocriminels et d'agressions sexuelles sur plus de 300 personnes.
- Jacques Bossis (1952 - ), né à Jonzac, ancien coureur cycliste.
- Jean-Paul Chabrier (1954 - ), né à Jonzac, romancier.
- François Dagnaud (1962 - ), né à Jonzac, maire du 19e arrondissement de Paris.
- David Marraud (1964 - ), né à Jonzac, ancien joueur de football professionnel du FC Nantes.
- Thierry Margot (1976 - ), né à Jonzac, acteur, dramaturge et metteur en scène.
- Jean-Charles Chapuzet (1976 - ), né à Jonzac, historien, journaliste, écrivain et scénariste de bande dessinée.
- Natacha Sicaud (1977 - ), née à Jonzac, illustratrice et autrice de bande dessinée.
- Malik Couturier (1982 - ), né à Jonzac, footballeur professionnel.

## Héraldique, logotype

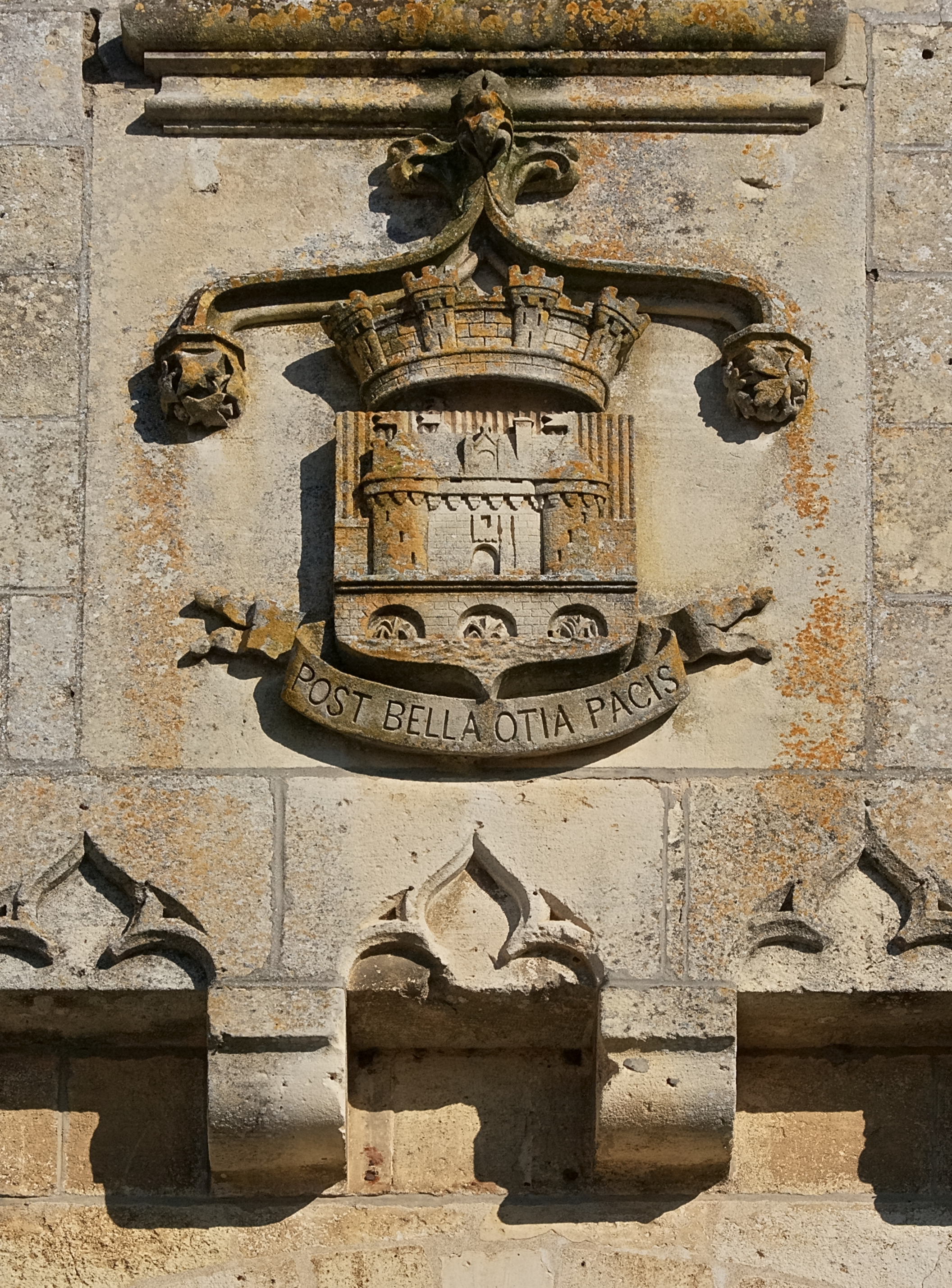
Les armes de la ville, sculptées sur la porte du château.

| Blason | Blasonnement : De gueules au pont de trois arches d'argent maçonné de sable, posé sur une rivière aussi d'argent mouvant de la pointe, surmonté d'un château couvert à deux grosses tours et un entremur, le tout du même maçonné aussi de sable. Commentaires : La devise de la cité, gravée au-dessus de l'entrée du château, est : Post bella, otia pacis (Après les guerres, les loisirs de la paix). |